# Bitcoin
Bitcoin ist die erste und weltweit am Markt stärkste Kryptowährung. Sie nutzt ein dezentrales Buchungssystem auf Basis einer Blockchain. Zahlungen werden kryptographisch legitimiert (digitale Signatur) und über ein Rechnernetz gleichberechtigter Computer (Peer-to-Peer) abgewickelt. Anders als im klassischen Bankensystem üblich entspricht eine Transaktion mit Bitcoin dem Settlement zwischen den Beteiligten. Eigentumsnachweise an Bitcoin werden öffentlich in der Bitcoin-Blockchain durch die Transaktionshistorie dokumentiert. Der Transaktionszugriff auf Bitcoins ist durch den privaten Schlüssel, der in einer Wallet, vergleichbar einer digitalen Brieftasche, gespeichert wird. Der Kurs eines Bitcoin zum Fiatgeld folgt dem Grundsatz der Preisbildung an der Börse, der Wert des Bitcoins wird durch sein Wechselverhältnis zu anderen, von Zentralbanken herausgegebenen Währungen bestimmt. Das Konzept für Bitcoin wurde im November 2008 unter dem Pseudonym Satoshi Nakamoto veröffentlicht und der erste Block wurde im Januar 2009 erstellt.

## Etymologie
Das Kompositum setzt sich zusammen aus „Bit-“ als Maßeinheit für die Datenmenge digitaler Daten und „coin“ (deutsch „Münze“); also „digitale Münze“.

## Allgemeines
Das Bitcoin-Zahlungssystem wurde von Satoshi Nakamoto nach eigenen Angaben im Jahr 2007 erfunden. Ob es nur das Pseudonym eines Einzelnen oder das einer Gruppe war, ist nicht bekannt. Fest steht aber, es wurde im November 2008 in einer Veröffentlichung – dem sogenannten Whitepaper – erstmals beschrieben und im Januar 2009 mit einer Open-Source-Referenzsoftware veröffentlicht. Das Bitcoin-Netzwerk basiert auf einer von den Teilnehmern gemeinsam verwalteten dezentralen Datenbank, der Blockchain, in der alle jemals durchgeführten Transaktionen nachprüfbar aufgezeichnet sind. Mit Hilfe kryptographischer Techniken wird sichergestellt, dass gültige Transaktionen mit Bitcoins – ohne Ausnahme – nur vom jeweiligen Eigentümer vorgenommen und dieselben Geldeinheiten nicht mehrfach ausgegeben werden können (eng: no double spending).
Anders als bei der Ausgabe neuer Banknoten durch eine Zentralbank werden neue Bitcoin-Einheiten durch die computerbasierte Lösung kryptographischer Aufgaben geschaffen, genannt Mining (deutsch: Schürfen). Die Maximalmenge ist auf 21 Millionen Bitcoins beschränkt.

## Geschichte und Kursentwicklung

Bitcoin-Wechselkurs von US-Dollar seit seiner Gründung bis 2024

| US-Dollar / Bitcoin | erstmals erreicht | benötigte Tage |
| ------------------- | ----------------- | -------------- |
| 0,1                 | 9. Okt. 2010      | –              |
| 1,0                 | 9. Feb. 2011      | 123            |
| 10,0                | 2. Jun. 2011      | 113            |
| 100,0               | 1. Apr. 2013      | 669            |
| 1.000,0             | 27. Nov. 2013     | 240            |
| 10.000,0            | 29. Nov. 2017     | 1.463          |
| 100.000,0           | 5. Dez. 2024      | 2.563          |

### 2000er Jahre

#### 2008
Das Konzept von Bitcoin wurde 2008 in einem White Paper von Satoshi Nakamoto auf einer Mailingliste über Kryptographie vorgeschlagen. Bisher wurde nicht bekannt, ob es sich bei Satoshi Nakamoto um den Namen einer real existierenden Person, ein Pseudonym oder ein Sammelpseudonym für eine Gruppe von Personen handelt. Bitcoin ist der erste erfolgreiche Versuch, digitales Geld ohne zentrale Kontrollinstanz zu etablieren. Seit den 90er Jahren wird im Umfeld der Cypherpunk-Bewegung versucht, mithilfe kryptographischer Verfahren ein digitales Äquivalent zu Bargeld zu schaffen. Nachdem verschiedene zentral organisierte Versuche – etwa eCash von David Chaum – gescheitert waren, dachten einige wenige Cypherpunks in den späten 1990er Jahren über Methoden nach, um ein digitales Transaktionssystem zu schaffen, das ohne eine zentrale Autorität funktioniert. Hal Finneys Reusable Proof of Work, Wei Dais b-money und Nick Szabos bit gold waren wichtige Vorläufer von Bitcoin, auch wenn sie niemals über den Zustand einer theoretischen Skizze hinauskamen.
Mit dem Bitcoin-Whitepaper präsentierte Satoshi die erste vollständig ausformulierte Methode, um ein rein dezentrales Transaktionssystem für ein digitales Bargeld zu erzeugen. In einem Forum schreibt er:

„Das Kernproblem konventioneller Währungen ist das Ausmaß an Vertrauen, das nötig ist, damit sie funktionieren. Der Zentralbank muss vertraut werden, dass sie die Währung nicht entwertet, doch die Geschichte des Fiatgeldes ist voll von Verrat an diesem Vertrauen. Banken muss vertraut werden, dass sie unser Geld aufbewahren und es elektronisch transferieren, doch sie verleihen es in Wellen von Kreditblasen mit einem kleinen Bruchteil an Deckung. Wir müssen den Banken unsere Privatsphäre anvertrauen, vertrauen, dass sie Identitätsdieben nicht die Möglichkeit geben, unsere Konten leerzuräumen. Ihre massiven Zusatzkosten machen Micropayments unmöglich. […] Mit einer elektronischen Währung, die auf einem kryptografischen Beweis beruht und kein Vertrauen in Mittelsmänner benötigt, ist Geld sicher und kann mühelos transferiert werden.“

#### 2009
Das Bitcoin-Netzwerk entstand am 3. Januar 2009 mit der Schöpfung der ersten 50 Bitcoin und der Generierung von „Block 0“, dem sogenannten Genesisblock. In dessen einziger Transaktion, der Coinbase, wurde folgende Nachricht kodiert:

The Times 03/Jan/2009 Chancellor on brink of second bailout for banks

„The Times 03. Januar 2009 Britischer Finanzminister steht kurz vor einem zweiten Rettungspaket für Banken.“

Dies zitiert die Schlagzeile der Titelseite der britischen Tageszeitung The Times vom 3. Januar 2009 und spielt auf die Banken- und Finanzkrise ab 2007 an. Einige Tage später wurde unter dem Pseudonym „Satoshi Nakamoto“ auch die erste Version der Bitcoin-Referenzsoftware Bitcoin Core veröffentlicht.

### Zehner Jahre

#### 2010–2011
Der erste Wechselkurs für 1 Bitcoin lag bei 0,07 US-Dollar und wurde von New Liberty Standard auf Basis der Produktionskosten für das Mining kalkuliert. Man hätte nach dieser Kalkulation mit einem Dollar ungefähr 14,29 Bitcoins kaufen können.
Am 24. Februar 2010 wurde von Satoshi Nakamoto das Bitcoinlogo in der heutigen Form ₿ eingeführt (davor war „BC“ gebräuchlich).
Bitcoins hatten anfangs keinen in anderen Währungen bezifferbaren Wert. 2010 wurden erste Wechselkurse durch Personen in Bitcointalk-Foren ausgehandelt. Der erste Warenaustausch gegen Bitcoin fand am 22. Mai 2010 statt; es wurden zwei Pizzen gegen 10.000 Bitcoin gehandelt. Der Wechselkurs von US-Dollar nach Bitcoins bewegte sich bis Ende 2011 meistens nur im einstelligen Bereich, d. h. man erhielt – abgesehen von einem starken Kursanstieg im Juni 2011 – für unter 10 US-Dollar einen Bitcoin. Der Wechselkurs unterlag von Anfang an starken Schwankungen.

#### 2012–2017
Im Laufe des Jahres 2012 setzte ein Aufwärtstrend ein, der sich Anfang 2013 verstärkte. Dies trieb den Kurs im April auf über 200 US-Dollar. Nach einigen Rückschlägen überschritt der Bitcoin am 30. November 2013 erstmals die 1000-US-Dollar-Marke, sank aber nach dem Konkurs der Bitcoin-Handelsplattform Mt.Gox bis Anfang 2015 auf unter 250 US-Dollar, bevor er im Oktober 2015 wieder anstieg.
2015 war das MAK – Museum für angewandte Kunst das erste Museum, das ein Kunstwerk (van den Dorpels Bildschirmschoner „Event listeners“) mit Bitcoins kaufte.
Anfang 2016 notierte der Bitcoin bei knapp 450 US-Dollar und stieg weiter, bis er das Jahr 2016 bei knapp 1000 US-Dollar abschloss. Die rasante Kursentwicklung beschleunigte sich vor dem Start der Bitcoin-Futures Mitte Dezember 2017. Am 17. Dezember wurden fast 20.000 US-Dollar erreicht. Das Jahr 2017 wurde mit einem Stand von ca. 14.000 US-Dollar beendet.

#### 2018–2019
2018 ging es unter Schwankungen abwärts. Ende November sank der Kurs auf unter 4000 US-Dollar. Mitte Dezember 2018 wurde mit ca. 3200 US-Dollar ein Tief markiert. Anfang April 2019 setzte eine Erholung ein, die Marke von 5000 US-Dollar wurde wieder überschritten. Nach Meinung von Experten trug Facebooks Plan einer eigenen Internetwährung dazu bei, den Bitcoin im Juni 2019 wieder über die Marke von 10.000 US-Dollar zu hieven. Nachdem in der Spitze knapp 13.000 US-Dollar erreicht wurden, ging der Kurs erneut zurück. Das Jahr 2019 wurde mit einem Stand von ca. 7.200 Dollar abgeschlossen.

### Zwanziger Jahre

#### 2020
2020 stieg der Kurs zunächst an, bereits im Februar wurde die 10.000-Dollar-Marke wieder überschritten. Dem Absturz der Weltbörsen im März infolge der COVID-19-Pandemie folgte der Bitcoin bis auf ca. 4.000 Dollar hinab. Ebenso wie die Aktien erholte er sich wieder und stieg, von den üblichen Schwankungen begleitet, im Juli wieder auf 10.000 US-Dollar an, die nur in einer kurzen Phase Anfang September noch einmal unterschritten wurden. Ab Anfang Oktober ging es steil aufwärts. Ende November wurde das Allzeithoch aus dem Jahr 2017 knapp überschritten und Mitte Dezember stieg der Kurs erstmals über 20.000 US-Dollar. Am 26. Dezember 2020 übertraf der Bitcoin die Marke von 25.000 US-Dollar. Im Juni 2020 startete die Deutsche Börse als weltweit erste Börse den Handel mit Bitcoin-ETNs.

#### 2021
Am 2. Januar 2021 übertraf Bitcoin die Marke von 30.000 US-Dollar. Nur wenige Tage später wurden kurz die 40.000 US-Dollar überschritten. Nachdem im Februar 2021 ein Investment von Tesla über 1,5 Milliarden Dollar in Bitcoin bekannt wurde, schoss der Kurs auf neue Höchststände. Nachdem Mitte April nahezu 65.000 US-Dollar erreicht wurden, verlor der Bitcoin aber wieder etwa die Hälfte seines Wertes und notierte zur Jahresmitte 2021 ungefähr auf dem gleichen Niveau wie zu Jahresbeginn. Anschließend startete eine erneute Rallye, die den Kurs am 10. November 2021 auf ein neues Allzeithoch von 68.744,03 US-Dollar führte. Bis zum Jahresende sackte der Kurs aber wieder auf unter 50.000 US-Dollar ab.
Am 8. Juni 2021 verabschiedete das Parlament von El Salvador mit den Stimmen der Regierungspartei Nuevas Ideas von Präsident Nayib Bukele ein Gesetz zur Einführung der Kryptowährung Bitcoin als zusätzliche offizielle Landeswährung neben dem US-Dollar. Innerhalb einer Frist von nur 90 Tagen setzten Zentralbank und Finanzmarktaufsicht die Umstellung um. Weniger als drei Wochen nach der Einführung von Bitcoin als Landeswährung am 7. September 2021 nutzten bereits 2,1 Millionen Einwohner El Salvadors, knapp ein Drittel der Bevölkerung, aktiv das regierungseigene sogenannte Chivo Wallet. Das Land El Salvador will auch so bald wie möglich selbst mit dem Mining („Schürfen“) von Bitcoins beginnen. Dazu soll saubere und erneuerbare Energie aus der Erdwärme aus Vulkanen des Landes genutzt werden. Anfang September 2022 spielte Bitcoin als Zahlungsmittel keine Rolle mehr, weil nur das Startguthaben von 30 Dollar zum Bezahlen genutzt und das Mining noch nicht durchgeführt wurde.
Am 19. Oktober 2021 startete der erste von der SEC zugelassene US-amerikanische Bitcoin-ETF. Es handelt sich dabei um einen synthetischen ETF, das heißt, dass vom Fonds-Manager kein Bitcoin gekauft wird, sondern lediglich Terminkontrakte (Futures) zugrunde liegen. Damit sind keine direkten Auswirkungen auf den Bitcoin-Kurs durch Investitionen in diesen Bitcoin-ETF möglich. Der ETF-Kurs kann vom tatsächlichen Bitcoin-Kurs abweichen. Die SEC muss noch über 20 weitere Bitcoin-ETFs entscheiden, die beantragt wurden. Solchen ETFs würden tatsächlich gekaufte Bitcoins zugrunde liegen, sodass diese auch den Bitcoin-Kurs in direkter Weise beeinflussen würden.

#### 2022
Zu Beginn des Jahres 2022 setzte sich der Abwärtstrend vom Ende des Vorjahres fort. Ende Januar hatte der Bitcoin ungefähr die Hälfte seines Wertes, bezogen auf das Allzeithoch im November 2021, verloren.
Im Februar beschlagnahmten die USA Bitcoins im Wert von mehr als 3,6 Milliarden Dollar, die aus einem Cyber-Angriff auf die Kryptobörse Bitfinex im Jahr 2016 stammten.
Am 27. April 2022 führte die Zentralafrikanische Republik als zweites Land der Welt ebenfalls Bitcoin als gesetzliches Zahlungsmittel neben dem CFA-Franc ein. Fast ein Jahr, nachdem das besonders arme Land die Kryptowährung Bitcoin zum gesetzlichen Zahlungsmittel erklärt hatte, beschloss die Nationalversammlung, das entsprechende Gesetz zurückzunehmen.
Der Bitcoin-Kurs sank weiterhin. Im November 2022 wurde ein Tief bei ca. 15.800 US-Dollar markiert. Insgesamt verlor der Bitcoin im Verlauf des Jahres 64 % seines Vorjahreswerts.

#### 2023
Im Februar 2023 wurden Kurse zwischen 22.000 und 24.000 US-Dollar verzeichnet. Am 10. März 2023 fiel der Kurs auf unter 20.000 US-Dollar. Am selben Tag kam es auf dem US-amerikanischen Kryptowährungsmarkt insgesamt zu Wertverlusten von 70 Milliarden US-Dollar. Im Verlauf des Jahres stieg der Kurs deutlich an und lag am Jahresende bei über 42.000 US-Dollar.

#### 2024
Am 10. Januar 2024 hat die US-Börsenaufsicht den Handel mit Bitcoin-Fonds (sogenannte Spot-ETFs) an der Börse zugelassen. In den darauffolgenden Wochen stieg der Kurs an und überstieg Ende Februar 2024 erstmals seit mehr als zwei Jahren wieder den Wert von 60.000 US-Dollar. Im März 2024 wurden neue Höchststände über 70.000 US-Dollar erreicht. Am 10. November 2024 erreichte der Bitcoin einen neuen Höchststand über 80.000 U$, am 22. November 2024 erreicht der Bitcoin einen Höchststand von über 90.000 US-Dollar und am 5. Dezember 2024 erreicht der Bitcoin einen neuen Höchststand von über 100.000 US-Dollar.

## Funktionsweise
Bitcoin kann als Zahlungssystem wie auch als Geldeinheit betrachtet werden, die dezentral in einem Rechnernetz mit Hilfe eigener Software verwaltet bzw. geschöpft wird. Das System basiert auf einer von den Teilnehmern gemeinsam verwalteten dezentralen Datenbank, in der alle Transaktionen in einer Blockchain aufgezeichnet werden. Die einzige Bedingung für die Teilnahme ist ein Bitcoin-Client oder die Nutzung eines Onlinedienstleisters, der diese Funktion bereitstellt. Dadurch unterliegt das Bitcoin-System keiner geographischen Beschränkung – außer der Verfügbarkeit einer Internetverbindung – und kann länderübergreifend eingesetzt werden.

### Zahlungssystem Bitcoin
Das Zahlungssystem Bitcoin besteht aus einer Datenbank, der Blockchain, in der alle Bitcoin-Transaktionen verzeichnet sind. Das Bitcoin-Zahlungssystem verwendet ein Peer-to-Peer-Netzwerk, zu dem sich alle teilnehmenden Rechner mithilfe eines Programms verbinden. In diesem Bitcoin-Netzwerk werden alle Bitcoin-Transaktionen verzeichnet. Die Blockchain wird redundant und dezentral auf allen Bitcoin-Knoten gespeichert und aktualisiert.
Um das Bitcoin-System für Zahlungen nutzen zu können, wird eine digitale Brieftasche (englisch Wallet) sowie eine Internetverbindung benötigt. Bitcoin-Wallets gibt es als Desktopanwendungen wie z. B. Bitcoin Core und Electrum sowie als Webanwendungen. Darüber hinaus ist auch die Verwendung von Hardware-Wallets möglich, separaten Geräten, die z. B. über USB mit einem Computer verbunden werden und die in vielen Szenarien eine erhöhte Sicherheit bieten. Zudem existieren Onlinedienste, die anbieten, die digitalen Brieftaschen der Nutzer zu verwalten. Das persönliche Wallet enthält kryptographische Schlüssel, um Zahlungen zu autorisieren. Während zur Anfangszeit von Bitcoin die Benutzer ihre Schlüssel direkt verwaltet haben (z. B. als Liste in einer Datei oder auf Papier), haben sich aufgrund der Fehleranfälligkeit dieses Verfahrens heute deterministische Wallets durchgesetzt, bei denen der Benutzer sich lediglich eine geheime Phrase merken muss („Seed“), aus der sich über einen Algorithmus deterministisch eine beliebige Anzahl von privaten Schlüsseln herleiten lassen. Das digitale Wallet muss gegen Verlust, Ausspähen und Schadprogramme geschützt werden.
Zahlungen finden an pseudonyme Adressen statt, Hashwerte von öffentlichen Schlüsseln, die von der Wallet-Software auf Grundlage der von ihr verwalteten geheimen Schlüssel erzeugt werden. Eine Identifizierung der Handelspartner ermöglicht Bitcoin nicht. Eine vollständige Anonymität garantiert das System allerdings auch nicht, da die Kette aller Transaktionen öffentlich in der Transaktionsgeschichte verzeichnet wird und eine Verknüpfung von Bitcoinadressen mit identifizierenden Informationen prinzipiell möglich ist. Wie bei Zahlungen mit Warengeld kann eine Bitcoin-Transaktion nicht widerrufen werden, nachdem sie durch das Netzwerk bestätigt wurde. Die erste Bestätigung einer Zahlung dauert im Schnitt knapp zehn Minuten, kann im Einzelfall oder wenn nur sehr geringe Gebühren gezahlt werden auch mehrere Stunden dauern. Mit dem weiteren Verstreichen der Zeit kommen weitere Bestätigungen in Form gefundener Blöcke hinzu, welche die Verbindlichkeit der Zahlung erhöhen. Zur Durchführung einer Zahlung kann eine Gebühr abgeführt werden, wobei Zahlungen mit höheren Gebühren bevorzugt bestätigt werden.

### Die virtuelle Geldeinheit Bitcoin
Die virtuelle Geld- und Rechnungseinheit Bitcoin wird dezentral in einem Rechnernetz geschaffen, gespeichert und verwaltet. Bitcoin können in kleinere Einheiten aufgeteilt werden, um kleinere Transaktionen zu ermöglichen. Der Satoshi ist die kleinste Einheit der Kryptowährung Bitcoin. Er ist nach Satoshi Nakamoto benannt, dem Schöpfer des Protokolls. 100 Millionen Satoshis entsprechen einem Bitcoin.
Vereinfacht betrachtet werden Bitcoin elektronisch zwischen den Teilnehmern ausgetauscht. Ihr Besitz wird durch den Besitz kryptographischer Schlüssel nachgewiesen. Jede Transaktion von Geldeinheiten wird mit einer digitalen Signatur versehen und in einer öffentlichen, vom gesamten Netzwerk betriebenen Datenbank, der Blockchain, aufgezeichnet.
Die Bitcoin-Geldeinheiten können zurzeit auch an speziellen – meist unregulierten – Onlinebörsen, ähnlich dem Devisenmarkt, gegen andere Zahlungsmittel und Währungen getauscht werden.
Neue Einheiten des Kryptogeldes werden nach und nach durch das sogenannte Mining (dt. ‚schürfen‘) erzeugt. Die Bitcoin-Teilnehmer können sich durch Aufwendung von Rechenleistung an der Erzeugung beteiligen. Dabei konkurrieren alle Teilnehmer um einen Betrag, der etwa alle zehn Minuten an einen der Teilnehmer ausgeschüttet wird, sowie um den Erwerb der Transaktionsgebühren. Das Ergebnis der aufwendigen Berechnung dient der Bestätigung von fremden Zahlungen und sichert den Betrieb des Bitcoin-Netzes. Die maximale Geldmenge ist durch das Netzwerkprotokoll auf knapp 21 Millionen (20.999.999,97690000) Einheiten festgelegt und kann nicht durch einzelne Teilnehmer beeinflusst werden.

## Eigenschaften
Fälschungssicherheit
Eine Fälschung von Einheiten oder Transaktionen ist durch das verwendete asymmetrische kryptographische Verfahren, das digitale Signaturen erzeugt und überprüft, mit zum jetzigen Zeitpunkt (2017) verfügbaren Mitteln nicht möglich. Das doppelte Ausgeben derselben Bitcoins wird mittels der Blockchain verhindert. Ein Angreifer müsste im Durchschnitt mehr Rechenzeit als alle ehrlichen Bitcoin-Teilnehmer zusammen aufwenden, um eine alternative Blockchain mit veränderter Transaktionshistorie zu erzeugen. Allerdings trifft dies nur auf Transaktionen zu, die bereits bestätigt wurden.
Kosten und Ausführungsgeschwindigkeit
Zahlungen können ohne Mitwirkung von Finanzinstituten zwischen den Beteiligten abgewickelt werden. Damit eine Transaktion bestätigt wird, spezifiziert der Ersteller eine Gebühr, die er in der Regel von der Auslastung des Netzwerks abhängig macht. Zu einer Zeit großer Auslastung (Stand Dezember 2017) lag diese bei etwa 19,50 € (bei einem Bitcoin-Kurs von 13.000 € und 1,5 mBTC pro 266-Byte-Transaktion). In der Vergangenheit war dieses Transaktionsentgelt wesentlich niedriger und ist 2018 wieder deutlich gefallen. Wird eine höhere Gebühr ausgewählt, kann das den Bestätigungsvorgang durch eine höhere Priorität bei der Berechnung beschleunigen, während das – technisch derzeit zum Teil noch mögliche – Weglassen des Entgelts die Bestätigungsdauer verlängert beziehungsweise die Durchführung der Transaktion unsicher macht. Das Entgelt erhält der Teilnehmer (Miner), der einen neuen Block mit dieser Transaktion erzeugt. Damit wird verhindert, dass das Netzwerk gezielt durch sehr viele kleine Transaktionen überlastet wird. Auf lange Sicht sind diese Entgelte als Belohnung für den Erhalt des Netzes durch Bereitstellung von Rechenleistung geplant.
Die Bestätigung einer Zahlung dauert so lange wie die Erzeugung eines neuen Blocks, also im Mittel 10 Minuten. Im System besteht nicht sofort Konsens über eine einzelne Bestätigung. Jede weitere Bestätigung, die wieder ca. 10 Minuten dauert, erhöht die Wahrscheinlichkeit, dass die Zahlung dauerhaft erhalten bleibt. Nach sechs aufeinanderfolgenden Bestätigungen gilt eine Zahlung als hinreichend bestätigt.
Dezentralität
Das System ist aufgrund der Peer-to-Peer-Struktur völlig dezentral, ähnlich Systemen wie BitTorrent. Eine Einflussnahme auf die Geldmenge würde erfordern, dass die Mehrheit der Mining-Rechenleistung mit veränderter Software erfolgt, da sonst ein nicht allgemein anerkannter Fork von Protokoll und Zahlungseinheit entstehen würde.
Knappheit
Die maximal mögliche Zahl aller Bitcoins beträgt 21 Millionen. Da „verlorene“ Bitcoins nicht ersetzt werden, bleibt die tatsächlich umlaufende Zahl an Bitcoins deutlich unter diesem Wert, selbst wenn künftig alle Bitcoins geschürft sind. Bitcoins haben daher die Eigenschaft der Knappheit (engl. scarcity). Auch durch die Halbierung des Block Rewards für das Errechnen eines neuen Blocks nach jeweils 210.000 Blöcken sinkt das Angebot an neuen Bitcoins (siehe Abschnitt Mining), was (bei weiter zunehmender Nachfrage) eine zusätzliche Verknappung des Angebots bewirkt.
Um die Knappheit eines Guts zu bestimmen, kann das Stock-to-Flow-Verhältnis herangezogen werden. Dabei wird die umlaufende Menge des Guts (der „stock“) durch die jährliche Produktionsrate (den „flow“) dividiert. Der Quotient gibt die Anzahl an Jahren an, die es bei der aktuellen Produktionsrate dauert, die in Umlauf befindliche Menge des jeweiligen Guts zu produzieren.
2019 wies Bitcoin einen Stock-to-Flow-Wert von 56 auf. (Zum Vergleich: Der Wert für Gold lag bei 62.)
Schreibweise, Symbole und Darstellung
In Anlehnung an die Dreibuchstaben-Codes der ISO 4217 ist BTC die Abkürzung für die Währungseinheit. Einige Websites verwenden das Symbol des thailändischen Baht ฿ (U+0E3F), das ein B mit einem senkrechten Strich darstellt, wobei auch die Schreibweise mit zwei Strichen verwendet wird. Die Bruchstücke eines Bitcoins, also die kleinste im aktuellen Protokoll darstellbare Unterteilung von 1/100.000.000, wurden zu Ehren des Erfinders als „Satoshi“ benannt.
Irreversibilität von Transaktionen
In der Blockchain bestätigte Zahlungen mit Bitcoin können nicht rückgängig gemacht werden. Das stellt im Online-Handel einen Vorteil für den Verkäufer dar, da Rückbuchungen von Zahlungen bei betrügerischen Käufen nicht möglich sind.
Falsch überwiesenes Geld kann nicht durch eine zentrale Instanz zurücküberwiesen werden. Im Bitcoin-System ist der Empfänger anonym. Er kann nicht kontaktiert werden. Falls eine Zahlung irrtümlich erfolgt, ist man darauf angewiesen, dass der Empfänger seine Identität außerhalb des Bitcoin-Systems preisgab oder allgemein Wohlwollen beweist und die unerwartete Einzahlung auf sein Konto zurücküberweist. Der Verhinderung der Eingabe versehentlich falscher Adressen dient die Auswertung einer Prüfsumme.

### Verteilung von Guthaben
Ein Problem bei der Einführung von Bitcoin als Währung war die anfängliche Verteilung der Geldeinheiten. Moderne staatliche und private Währungen sind – im Gegensatz zu Bitcoin – durch ein Zahlungsversprechen der ausgebenden Stelle gedeckt. Da Bitcoin als neues Zahlungsmittel anfangs kein Vertrauen genoss und der Rücktausch von keiner Stelle garantiert wird, waren Bitcoins anfänglich praktisch wertlos. Auch eine Nutzbarkeit war aufgrund des fehlenden Angebots an Waren gegen Bezahlung in Bitcoins zunächst nicht gegeben.
Im Fall von Bitcoin werden neue Einheiten nach einem Prinzip verteilt, das die Unterstützung des Netzwerks durch Bereitstellen von Rechenleistung belohnt (siehe Abschnitt Mining). Eine weitere Eigenschaft des Systems ist es, dass im Laufe der Zeit immer weniger Geldeinheiten erzeugt werden. Dadurch konnten die Teilnehmer in der Anfangsphase des Systems erheblich schneller und mit geringerem Aufwand Geldeinheiten erzeugen. Mit fortschreitender Zeit und steigender Teilnehmerzahl bzw. Rechenleistung wird es für den einzelnen Teilnehmer schwieriger, Bitcoins zu erzeugen.
Eine hohe sechsstellige Zahl von Bitcoins (Schätzungen reichen von 600.000 bis 1.000.000) wurde in der Anfangszeit vom Bitcoin-Erfinder Satoshi Nakamoto erzeugt, wurde aber seit seinem Rückzug aus dem Bitcoin-Projekt nicht eingesetzt. Cameron und Tyler Winklevoss gaben im April 2013 an, 1 % der damals existierenden Bitcoins (ca. 100.000) erworben zu haben.
Blackrocks iShares Bitcoin Trust ETF verwaltet mit ₿ 735.741 den größten öffentlich bekannten Betrag. Das öffentlich eingetragene Unternehmen Strategy Inc ist mit ₿ 607.770 investiert.
Im März 2019 wurden knapp 16 % aller Bitcoins von 100 Adressen bzw. etwa 41 % aller Bitcoins von 1900 Adressen gehalten. Diese Statistik ist allerdings wenig aussagekräftig für die Verteilung von Guthaben, da zum einen einzelne Adressen die Guthaben zahlreicher Individuen repräsentieren können (Cold Storage von Tauschbörsen), zum anderen sich das Guthaben einzelner Entitäten auf mehrere Adressen verteilen kann.
Um bestimmte Verhaltensmuster der Adressen genauer zu analysieren, kann das Konzept der UTXO (siehe Abschnitt Transaktionen) verwendet werden. Der sogenannte UTXO Age Distribution Chart ist ein gestapeltes Flächendiagramm, bei dem alle verfügbaren Bitcoins in farblich unterschiedlichen Altersklassen (Schichten) dargestellt werden und beschreibt dabei deren Veränderung respektive Bewegungsverhalten in Abhängigkeit von der Zeit. Dadurch lässt sich zu jedem Zeitpunkt eindeutig feststellen, wie viele Bitcoins wie lange nicht mehr transferiert wurden. Im Mai 2020 wurden 63 % (ca. 11.577.261) aller umlaufenden Bitcoins (ca. 18.376.700) seit über einem Jahr nicht mehr bewegt. Dies gibt zwar keine weiteren Rückschlüsse über die tatsächliche Verteilung der Guthaben, zeigt jedoch das ökonomische Verhalten der Investoren. Daraus wird ersichtlich, wie viel Prozent der Bitcoin von den jeweiligen Besitzern gehalten beziehungsweise bewegt werden.

### Anonymität versus Pseudonymität
Bitcoin-Adressen wie bc1qj5swkkkk50ymyeqx2em906jfft86ptd4xs8wwf sind Public-Key-Hashwerte, die man als Pseudonyme auffassen kann. Als solche können sie nicht direkt den wirklichen Identitäten von Zahlern und Zahlungsempfängern zugeordnet werden. Bitcoin-Transaktionen sind somit ohne weitere Informationen nicht genauer nachvollziehbar und gewährleisten eine teilweise Anonymität. Für eine vollständige Anonymität ist neben der Pseudonymität eine weitere Voraussetzung die fehlende Rückverfolgbarkeit (unlinkability). Das bedeutet, dass Transaktionen eines bestimmten Nutzers bzw. seine Interaktionen mit dem System, nicht miteinander verknüpft werden können. Wenn zum Beispiel eine Bitcoin-Adresse oft wieder verwendet wird, oder Zahlungsvorgänge von unbekannten Adressen mit bereits bekannten Adressen zusammen ausgeführt werden, ergeben sich Ansatzpunkte für eine Rückverfolgbarkeit. Eine Deanonymisierung der Vorgänge auf der Bitcoin-Blockchain ist dann zum Teil möglich.
Bitcoin baut auf der etablierten Infrastruktur zur Gewährleistung der Anonymität im Internet auf und schützt die Privatsphäre umfassender als konventionelle Zahlungswege. Die durch Bitcoin gewährte Anonymität ist jedoch begrenzt und bietet von sich aus keine zuverlässige Absicherung gegen professionelle Ermittlungen. Zur Abwicklung von Geschäften muss normalerweise einer der Geschäftspartner zumindest teilweise seine Anonymität aufgeben. Alle Transaktionen zwischen zwei Adressen sind öffentlich protokolliert und werden dauerhaft im gesamten Netzwerk gespeichert. Spätere Empfänger von Teilbeträgen können den jeweils letzten Besitzer beispielsweise bei Behörden nennen, die dann die Kette der Transaktionen verfolgen können.
Daher verhindert Bitcoin nicht unbedingt den Nachweis illegaler Geschäfte. Insbesondere können Ermittlungsbehörden Zugriff auf Internetverbindungsdaten, Postsendungen, virtuelle Fingerabdrücke (Browserprofile) und Kontaktdaten von früheren oder späteren Beteiligten an einer Transaktionskette erhalten und verknüpfen. Wenn an einer Stelle eine Verbindung zu einer Person geschaffen wird, etwa durch eine abgefangene Warensendung oder eine erbrachte Dienstleistung, kann allen Transaktionen zu und von der zugeordneten Adresse nachgegangen werden. Die Möglichkeiten einer Verfolgung von Transaktionen sind daher wesentlich weitreichender als bei Bargeld. Betreiber von Börsen, die den Umtausch von Bitcoin in andere Währungen ermöglichen, sind zudem meist Bestimmungen zur Bekämpfung von Geldwäsche unterworfen. Betreiber von Börsen sind nicht unbedingt verpflichtet, Guthaben freizugeben, die möglicherweise illegal erworben wurden.
Experimentelle Zahlungsfluss-Analysen im Bitcoin-System zeigten, wie Ursprünge von Transaktionsketten einschlägig bekannten Adress-Pools zuzuordnen sind. Gezeigt wurde das mit Zahlungen an Wikileaks. Dagegen war es bisher, auch wenn es sich um große Beträge handelte, nicht möglich, anhand öffentlicher Daten Personen sicher zu identifizieren, die sich illegal Guthaben durch Ausspähen der zugeordneten Schlüssel verschafften. Jedoch versucht man eine solche Analyse zu erschweren, indem man die Abwicklung von Bitcoin-Transaktionen über das Tor-Netzwerk anonymisiert. Dabei wird versucht, mit sogenannten Bitcoin-Mixern oder -Tumblern (to tumble: durcheinanderwirbeln), die einer Black Box gleichen, „schmutzige“ Bitcoins in unverfolgbare Bitcoins zu verwandeln.

### Sicherheitsaspekte

#### Sicherheit vor Datenverlust und Ausspähen von Daten
Während fast alle Transaktionen öffentlich in der Blockchain gespeichert werden, wird der Besitz von Bitcoins durch private Schlüssel nachgewiesen, die nur dem Besitzer zugänglich sind. Bei einem Verlust der Schlüssel sind die damit verbundenen Bitcoins sowohl für den Besitzer als auch das gesamte Netzwerk verloren. Die auf 21 Mio. Bitcoins begrenzte Geldmenge reduziert sich um derartige Beträge, allerdings bleiben diese im Fall eines Wiederauffindens von Schlüsseln unbeschränkt gültig.
Durch das Ausspähen der Schlüssel erhält ein Angreifer ebenso Zugriff auf das Guthaben. Es ist nicht ausgeschlossen, dass solche umgangssprachlich als „gestohlen“ bezeichneten Bitcoins in späteren Transaktionen zugeordnet werden können, jedoch werden diese (analog zu Geld) als fungibel betrachtet und eine Identifizierung der „Diebe“ ist ähnlich wie bei Bargeld nur in Ausnahmefällen möglich.

#### Sicherung im täglichen Gebrauch
Aktuelle Software erlaubt die Verschlüsselung der elektronischen Geldbörse. Das schützt zwar bei einem Diebstahl des benutzten Computers, jedoch nicht zwangsläufig vor einer Kompromittierung durch Malware und Keylogger. Im Fall einer Entwendung eines genutzten Rechners kann der Dieb in Hinsicht auf Kryptowährungen nichts damit anfangen, wenn er nicht das Passwort oder die Seed Phrase kennt.
Eine weitere Sicherungsstrategie ist, ein sogenanntes Cold Wallet zur Aufbewahrung zu nutzen. Um eine Gutschrift zu erhalten, ist ein Zugriff auf das Cold Wallet nicht erforderlich, für ausgehende Transaktionen allerdings schon.

#### Speicherung auf nichtelektronischen Medien
Die privaten Schlüssel für das Guthaben müssen nicht zwangsläufig auf einem elektronischen Medium gespeichert werden. Sie können auch an eine Adresse übertragen werden, deren privater Schlüssel ausschließlich in physischer Form hinterlegt ist, z. B. indem man ihn auf einem Stück Papier notiert (auch paper wallet genannt). Dieser Schlüssel kann jederzeit von einer Bitcoin-Software importiert werden, um die Bitcoins auszugeben.
So wurden neben Papier-Wallets bspw. auch Münzen und Schallplatten angefertigt, die einen Schlüssel mit einem bestimmten Betrag an Bitcoins enthalten und so praktisch wie Bargeld getauscht werden können. Umgekehrt bringen sie jedoch auch die gleichen Risiken wie Bargeld mit sich, z. B. Zerstörung oder Verlust.

#### Integrität der Bitcoin-Software
Eine Überprüfung der Integrität der Software wird dadurch ermöglicht, dass sie als Open-Source-Software im Quelltext verfügbar ist. Die Überprüfung der Authentizität von heruntergeladenen binären Releases wird anhand der in der FLOSS-Community üblichen digitalen Signaturen und des Vergleichs kryptographischer Hashfunktionen vorgenommen.
Einige Wallets bieten deterministische Builds an.

#### Signaturen bei geschäftsmäßiger Verwendung
Im Bitcoin-System kann jeder Teilnehmer eine unbegrenzte Anzahl Bitcoin-Konten erstellen, ohne dass das von einer unabhängigen Instanz geprüft oder in irgendeiner Form überwacht wird. In Verbindung mit der technischen Eigenschaft der Nichtumkehrbarkeit von Transaktionen sind je nach Rahmenbedingungen Betrugsszenarien oder Manipulationen denkbar, wie der Austausch der Bitcoin-Adresse in elektronisch versandten Rechnungen durch Man-in-the-Middle-Angriffe, Rechnungsfälschungen oder betrügerische Abrede eines Zahlungsempfangs. Diese Anfälligkeit ist prinzipbedingt: Da sich Bitcoin nicht auf Institutionen wie Banken oder Gerichte stützt, an die Vertrauen delegiert wird, muss auch das Vertrauen zwischen den Geschäftspartnern individuell hergestellt werden.
Bei umfangreicheren Geschäften zwischen einander noch unbekannten Handelspartnern kann es sicherer sein, wenn die Empfängeradresse belegbar nachvollzogen werden kann. Für Person-zu-Person-Geldgeschäfte wurde dafür mit Bitcoin-OTC bereits früh ein eigenes, auf GnuPG basierendes, Web of Trust etabliert, dessen Nutzung allerdings technisch relativ anspruchsvoll ist.
Neuere Bitcoin-Clients bieten dafür eine Funktion an, mit der Textnachrichten vom Sender durch starke asymmetrische Verschlüsselung anhand einer ihm gehörenden öffentlich bekannten Adresse signiert werden können. Der Empfänger kann umgekehrt in der Bitcoin-Software die Zugehörigkeit zu dieser Adresse überprüfen. Die Integrität der öffentlichen Adresse wiederum kann beispielsweise anhand des dezentralen Web of Trust von GnuPG oder auch durch ein digitales Zertifikat aus einer hierarchischen Public-Key-Infrastruktur nachgewiesen werden.

### Skalierbarkeit
Das bestehende Bitcoin-Netzwerk ist auf der technischen Ebene nur eingeschränkt skalierbar. Limitierende Faktoren für den einzelnen Teilnehmer sind die Bandbreite zum Empfang und Weiterversand von Transaktionen und Blöcken, die CPU-Leistung zur Verifikation eingehender Transaktionen und Blöcke und die Speicherkapazität zur Speicherung der Blöcke. Übersteigt einer der Faktoren die Kapazität eines einzelnen Teilnehmers, so kann dieser nicht mehr am System teilnehmen.
Der Erfinder und ursprüngliche Hauptentwickler von Bitcoin, Satoshi Nakamoto, beschrieb im Whitepaper vereinfachte Bitcoin-Clients (Light Wallets), die keine vollständige Prüfung der Blockinhalte durchführen, sondern nur 80 Bytes pro Block (Block header) herunterladen und prüfen müssen. Zahlungen können so über einen kompakten Beweis geprüft werden, ohne den gesamten Blockinhalt zu kennen (Simplified Payment Verification). Mit einem solchen Entwurf wäre es möglich, eine hohe Anzahl von Transaktionen über ein kleines Netz von besonders leistungsfähigen Bitcoin-Nodes zu bearbeiten.
Ein wichtiger limitierender Faktor ist die Kapazität der Blockchain selbst. Satoshi Nakamoto hat 2010 auf Rat von Hal Finney ein Blockgrößen-Limit von 1 MB in die Referenzimplementierung eingebaut. Es beschränkt die maximale Anzahl der Transaktionen auf ca. 7 Transaktionen pro Sekunde. Das Limit wurde eingebaut, um mögliche Angriffe auf das Netzwerk mit übermäßig großen Blöcken zu verhindern. Zur damaligen Zeit war Bitcoin kaum verbreitet, so dass die Anzahl der Transaktionen weit unterhalb des Limits lag. Mit dem Anstieg der Beliebtheit von Bitcoin stieg auch die Anzahl der Transaktionen, sodass es immer häufiger Perioden gab, in denen die Blöcke voll waren und ein Rückstau an unbestätigten Transaktionen entstand. Der Stau an unbestätigten Transaktionen ist durch die Größe des Mempools erkennbar. Wird die Kapazität des Gesamtsystems überschritten, steigt die Dauer zur Bestätigung einer Transaktion. Die Teilnehmer müssen die Transaktionsgebühren erhöhen, damit ihre Zahlungen bevorzugt bearbeitet werden.
Unter diesem Hintergrund gab es in der Bitcoin-Community eine scharf geführte Debatte über das richtige Vorgehen zur besseren Skalierung, die in einem Hard Fork resultierte und erst 2017 abflachte.
Auf der einen Seite der Debatte hat das Entwicklerteam der Referenzimplementierung Bitcoin Core eine deutliche Erhöhung des Blockgrößen-Limits abgelehnt. Stattdessen wurde der Softfork SegWit (Segregated Witness) unterstützt, der neben einer indirekten, moderaten Anhebung der Blockgröße vor allem die Grundlage bereitet für „Off-Chain“-Lösungen, die eine bessere Skalierung anstreben, indem die Anzahl derjenigen Transaktionen verringert wird, die auf der Blockchain gespeichert werden müssen. Die bekannteste dieser in Anlehnung an das OSI-Modell auch „Layer 2“-Technologie genannten Off-Chain-Lösungen ist das Lightning-Netzwerk, ein auf Bitcoin aufbauendes Netzwerk aus Zahlungskanälen zwischen Teilnehmern, über das Zahlungen abgewickelt werden können und bei dem nur in manchen Situationen Transaktionen anfallen, die auf der Blockchain von Bitcoin gespeichert werden müssen.
Die andere Seite der Debatte, darunter Roger Ver und die Firma Bitmain, die hinter einem bedeutenden Teil der Mining-Rechenleistung stand, befürwortete die Skalierung von Bitcoin durch eine Anhebung der Blockgröße. Um das Blockgrößen-Limit von 1 MB auf 8 MB anzuheben, entstand am 1. August 2017 die Abspaltung (Hard-Fork) Bitcoin Cash.

## Technik

### Peer-to-Peer-Netz
Die Full Nodes von Bitcoin sind über ein Peer-to-Peer-Netzwerk verbunden. Über dieses werden Blöcke, Transaktionen und verschiedene weitere Nachrichten ausgetauscht. Ein einzelner Bitcoin-Client unterhält eine feste Anzahl von aktuell 8 ausgehenden Verbindungen sowie eine variable Anzahl von bis zu 117 eingehende Verbindungen. Dadurch entsteht ein unstrukturiertes Overlay-Netz, in dem alle Bitcoin-Nodes untereinander verbunden sind. In einigen Situationen wird die Information von ausgehenden Verbindungen bevorzugt verarbeitet, da diese schwerer durch einen Angreifer zu kontrollieren sind.
Um sich mit dem Bitcoin-Netz zu verbinden, benötigt die Bitcoin-Software die Kenntnis von IP-Adressen anderer Bitcoin-Nodes. Für die initiale Suche nach anderen Nodes (Bootstrapping) wird das Domain Name System verwendet. Der Bitcoin-Client löst einen Domainnamen auf, um die IP-Adressen mehrerer anderer Bitcoin-Nodes zu erhalten. Die für das Bootstrapping verwendeten Domainnamen sind in der Bitcoin-Software fest integriert und die Services werden von Mitgliedern der Bitcoin-Community betrieben. Bereits verbundene Bitcoin-Nodes tauschen bekannte IP-Adressen untereinander aus. Schlägt das Bootstrapping fehl, greift der Bitcoin-Client auf eine mitgelieferte Liste von Bitcoin-Nodes zu.
Transaktionen und Blöcke werden über einen Flooding-Algorithmus innerhalb des Netzwerk verbreitet und standardmäßig über TCP versandt. Zeitkritisch ist hierbei vor allem der Versand neuer, durch Mining gefundener Blöcke, da die anderen Bitcoin-Miner bei Verzögerungen durch die Netzwerkübermittlung ihre Rechenleistung zeitweise auf einer älteren Version der Blockchain vergeuden würden. Daher existieren verschiedene technische Maßnahmen, um den Versand von Blöcken zu beschleunigen, wie das von Minern verwendete, auf UDP basierende FIBRE-Netzwerk oder das Konzept von „Kompakten Blöcken“, bei denen sich die einzelnen Nodes Teile von neuen Blöcken aus im Mempool gespeicherten Transaktionen selbst zusammensetzen und so die Übertragung beschleunigen und die über das Netzwerk versendete Datenmenge verringern.

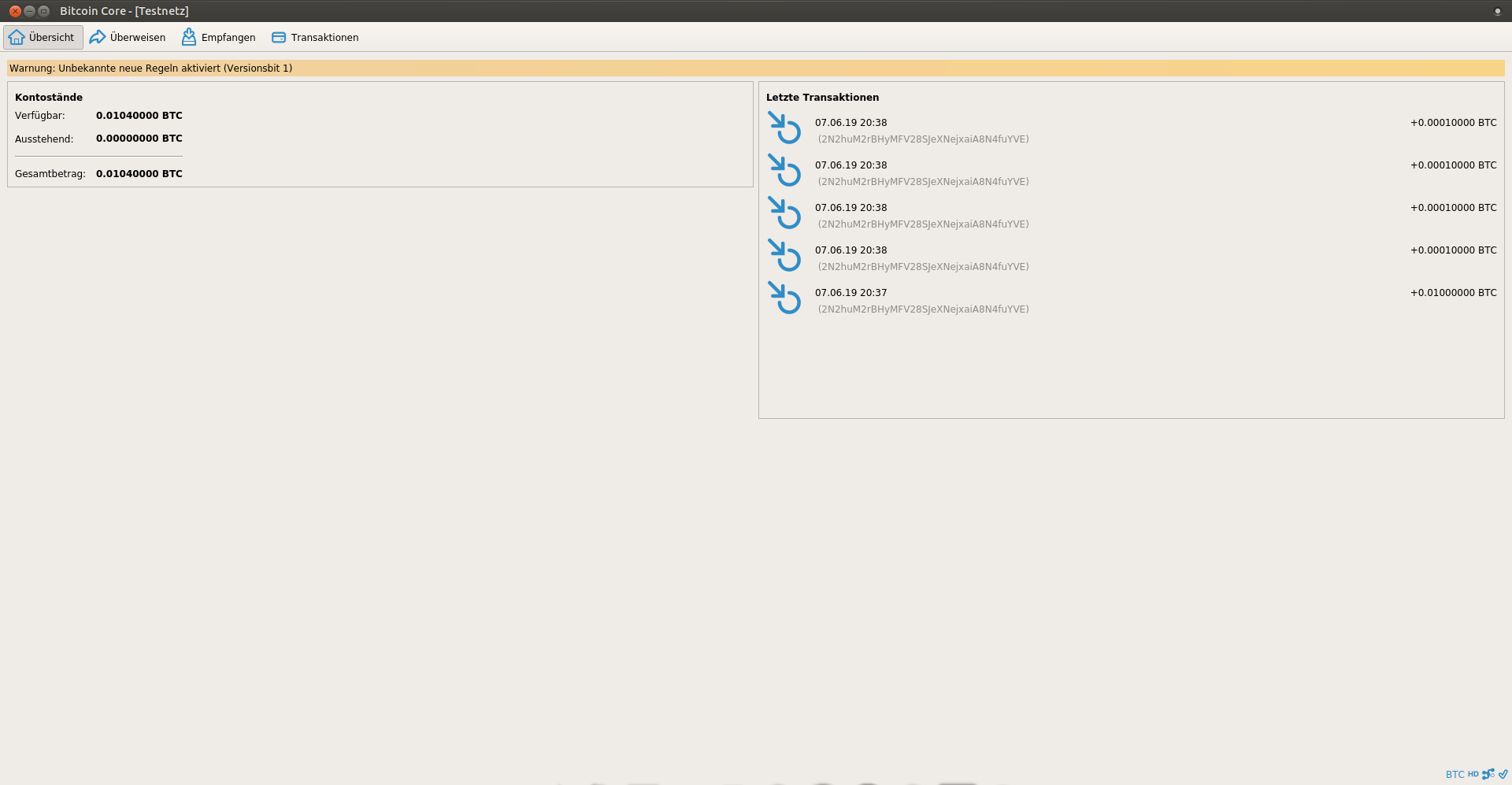
Bitcoin Core im Testnetmodus

Neben dem eigentlichen sogenannten Mainnet existiert ein sogenanntes Testnet mit separater Blockchain, das für das Testen von neuen Funktionen oder zum Experimentieren geeignet ist. Das Testnet wurde bisher zweimal zurückgesetzt. Wesentliche Unterschiede zu dem Mainnet sind die Anpassung der Schwierigkeit sowie der Preis von Testnet Bitcoins. Testnet Bitcoins lassen sich über das Internet kostenlos beziehen, da sie faktisch keinen Wert haben.

### Blockchain

Die bestimmende Blockchain (schwarz) besteht aus der längsten Folge von Blöcken ausgehend vom Ursprung zum aktuellen Block. Alternative Ketten verwaisen (lila), sobald sie kürzer als eine andere Kette sind.

Die Blockchain (deutsch „Blockkette“) ist das Journal, in dem alle Bitcoin-Transaktionen verzeichnet werden. Sie besteht aus einer Reihe von Datenblöcken, in denen jeweils eine oder mehrere Transaktionen zusammengefasst und mit einer Prüfsumme versehen sind. Neue Blöcke werden in einem rechenintensiven Prozess erschaffen, der sich Mining nennt, und anschließend über das Netzwerk an die Teilnehmer verbreitet.
Die Transaktionen eines Blocks werden durch einen Merkle-Baum paarweise miteinander gehasht und nur der letzte Hashwert, der Root-Hash, als Prüfsumme im Header des Blocks vermerkt. Die Blöcke werden dann mithilfe dieses Root-Hashes verkettet. Jeder Block enthält im Header den Hash des gesamten vorherigen Blockheaders, so ist die Reihenfolge der Blöcke eindeutig festgelegt. Außerdem ist dadurch auch das nachträgliche Modifizieren vorangegangener Blöcke bzw. Transaktionen praktisch ausgeschlossen, da die Hashes aller nachfolgenden Blöcke in kurzer Zeit ebenfalls neu berechnet werden müssten. Der erste Block in der Blockchain ist vorgegeben und wird Genesisblock genannt.
Die Blockchain hat derzeit eine Größe von knapp 470 GB (Stand: März 2023). Sie muss von neu beitretenden Bitcoin-Nodes vollständig heruntergeladen und dabei in der Regel auch auf Gültigkeit geprüft werden. Zudem enthält die Bitcoin-Software eine fest integrierte Liste von wohlbekannten Blöcken aus der Vergangenheit, die mit der heruntergeladenen Blockchain übereinstimmen müssen. Im Original-Paper wurde die Möglichkeit beschrieben, Speicherplatz einzusparen, indem man ältere Transaktionen aus den Blöcken entfernt und nur den Header mit dem Root-Hash behält.:4 Diese Funktionalität ist jedoch bis jetzt nicht im Bitcoin Core implementiert, sodass die gesamte Transaktionshistorie bis zu den Anfängen nachvollziehbar ist.
Beim Erzeugen von Blöcken (das auch Mining genannt wird) kann es vorkommen, dass mehrere Bitcoin-Nodes gleichzeitig einen gültigen neuen Block erzeugen. Empfangen die anderen Teilnehmer mehr als einen gültigen neuen Block, entscheiden diese, welchen Block sie übernehmen. In der Regel ist das der erste empfangene Block. In seltenen Fällen kann es zu einem Fork in der Blockchain kommen, bei der die Kette verzweigt und beide Zweige mit gültigen neuen Blöcken fortgeführt werden. In solch einem Fall setzt sich irgendwann der Fork mit der längeren Kette durch, weil angenommen wird, dass dahinter die Mehrheit der Teilnehmer steht. Dabei werden die Transaktionen im verworfenen Zweig der Fork bzw. die geschürften Blocks wertlos, was die Revisionsfähigkeit (Wirtschaftsprüfer) der Blockchain in Frage stellt.
Die erste Transaktion in einem Block enthält die Überweisung der neu erzeugten Bitcoins und der Transaktionsgebühren. Die Menge der neu erzeugten Bitcoins ist derzeit auf 3,125 Bitcoins pro Block beschränkt. Versucht ein Bitcoin-Node, mehr Bitcoins zu erzeugen, als ihm zustehen, wird sein Block von anderen Bitcoin-Nodes nicht akzeptiert. Ursprünglich wurden 50 Bitcoins pro Block erzeugt. Diese Zahl halbiert sich alle 210.000 Blöcke, was etwa vier Jahren entspricht, sodass die maximale Anzahl an Bitcoins, die jemals erzeugt werden können, auf 21 Millionen festgelegt ist. Da ein Bitcoin (in der aktuellen Bitcoin-Core-Version) in 100 Millionen Einheiten (Satoshis) unterteilt werden kann, ergibt sich eine Gesamtzahl von 2,1·1015, d. h. 2,1 Billiarden diskreten Einheiten.

### Bitcoin-Adressen
Um eine Bitcoin-Adresse zu erhalten, muss der Bitcoin-Client des Teilnehmers zunächst ein Schlüsselpaar erzeugen. Das Schlüsselpaar besteht aus einem öffentlichen und einem privaten Schlüssel. Der private Schlüssel ist eine generierte Zufallszahl und wird im Wallet gespeichert. Er dient dem Signieren von Transaktionen, d. h. ausgehenden Zahlungen (analog zur Unterschrift auf einem Überweisungsträger), und sollte geheim gehalten werden. Gleichzeitig bedeutet der Verlust des privaten Schlüssels auch den Verlust der dazugehörigen Bitcoins. Der öffentliche Schlüssel braucht nicht mit gespeichert zu werden, da er aus dem privaten Schlüssel berechnet werden kann (siehe ECDSA#Schlüsselerzeugung). Bitcoin verwendet das Elliptische-Kurven-Kryptosystem ECDSA in der standardisierten 256-bit-Konfiguration secp256k1.
Die Bitcoin-Adresse ist eine Kurzform (Fingerprint) des öffentlichen Schlüssels und mit Base58 kodiert. Um die Adresse zu berechnen, werden zwei kryptologische Hashfunktionen nacheinander auf den öffentlichen Schlüssel angewandt (hier: RIPEMD-160(SHA-256(pubkey))). Neben dem sich daraus ergebenden 160 bit langen Hashwert (public key hash) ist in der Adresse ein weiterer, 32 Bit langer Hashwert enthalten, durch den, wie bei einer Prüfsumme, Übertragungs- oder Tippfehler erkannt werden sollen.
Es gibt mehrere Arten von Adressen:
1. P2PK (Pay To Public Key) wurde verwendet, bevor gehashte Adressen aufkamen. Bei P2PK handelt es sich um den ungehashten Public Key, der aus dem Private Key berechnet wird. Beispiel: 04678afdb0fe5548271967f1a67130b7105cd6a828e03909a67962e0ea1f61deb649f6bc3f4cef38c4f35504e51ec112de5c384df7ba0b8d578a4c702b6bf11d5f
2. P2PKH (Pay To Public Key Hash), heute auch als Legacy Address (altes Adressformat) bezeichnet, ist die erste Version einer Bitcoin-Adresse, die mit der Ziffer „1“ beginnt und 26 bis 36 Zeichen hat. Die durchschnittliche Gebühr beim Senden von einer P2PKH-Adresse ist normalerweise höher als beim Senden von einer SegWit-Adresse, da Transaktionen mit veralteten Adressen größer sind. Beispiel: 1HHRPAXhiMGRXh1HakrCVyukAU2TBcvrDa
3. P2SH (Pay To Script Hash) ist ähnlich wie P2PKH aufgebaut, beginnt jedoch mit „3“ anstelle von „1“. P2SH bietet komplexere Funktionen als der vorherige Adresstyp. Um über P2SH gesendete Bitcoin auszugeben, muss der Empfänger ein Skript bereitstellen, das dem Skript-Hash und den Daten entspricht, wodurch das Skript wahr wird. Ein gewöhnlicher Benutzer muss jedoch lediglich wissen, dass bei Verwendung dieser Art von Adresse anstelle von P2PKH die durchschnittliche Transaktionsgebühr geringer ist. Beispiel: 3GL1MMJvw99DbrzoPQYhu7H5Zv2S8ykvPy
4. P2WPKH (Pay To Witness Public Key Hash) ist ein erweiterter Adresstyp, der mit dem SegWit-Update eingeführt wurde und zum Reduzieren der Blockchain-Blockgrößen verwendet wird, um die Transaktionsantwortzeit zu beschleunigen. Adressen beginnen mit „bc1q“ und sind länger als P2PKH und P2SH. Im Gegensatz zu P2PKH oder P2SH wird hier Bech32 verwendet. Bech32 ist das native SegWit-Adressierungsformat (obwohl P2SH auch eine SegWit-Adresse sein kann), weshalb normalerweise die Verwendung von SegWit-Adressen gemeint ist. Der Vorteil ist die niedrigste Transaktionssendegebühr und die hohe Verarbeitungsgeschwindigkeit. Beispiel: bc1qj5swkkkk50ymyeqx2em906jfft86ptd4xs8wwf
5. P2WSH (Pay To Witness Script Hash) ist ein weiterer mit dem SegWit-Update eingeführter Adress-Typ, der ebenfalls Bech32 verwendet und mit „bc1q“ beginnt, jedoch länger ist. P2WSH entspricht in seiner Funktionalität den P2SH-Adressen. Beispiel: bc1qqy3k9ynmt0emvrjg3smhsku86hgflu3sk422y86qz5luvdfnkw2q4gvljv
6. P2TR (Pay To Taproot) ist ein mit dem Taproot-Update eingeführtes Adress-Format. Es verwendet Bech32m und die Adressen beginnen mit „bc1p“. Sie entsprechen in der Länge immer den P2WSH-Adressen. Bech32m ist eine Variante von Bech32, bei der ein Fehler bei der Prüfsummenerstellung behoben wurde. P2TR wurde mit dem Ziel entwickelt, die Privatsphäre von Bitcoin-Transaktionen zu verbessern. Man kann sowohl anhand der Adresse als auch anhand des Input-Scripts nicht feststellen, ob ein einzelner oder mehrere private Schlüssel oder andere Skripte zur Ausgabe von Bitcoin verwendet wurden. Auch wird zur Adress-Generierung nicht länger ECDSA verwendet. Stattdessen kommen Schnorr-Signaturen zum Einsatz. Beispiel: bc1pna0qxzm3z8vwre6h6vv5fh6m7pc5e9pk3nqtfxd77zad4jm8c25q88xgdr

### Transaktionen

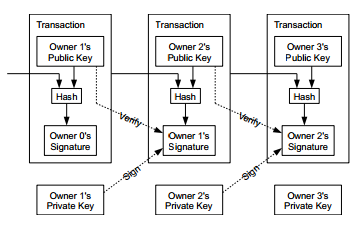
Signierung von Transaktionen

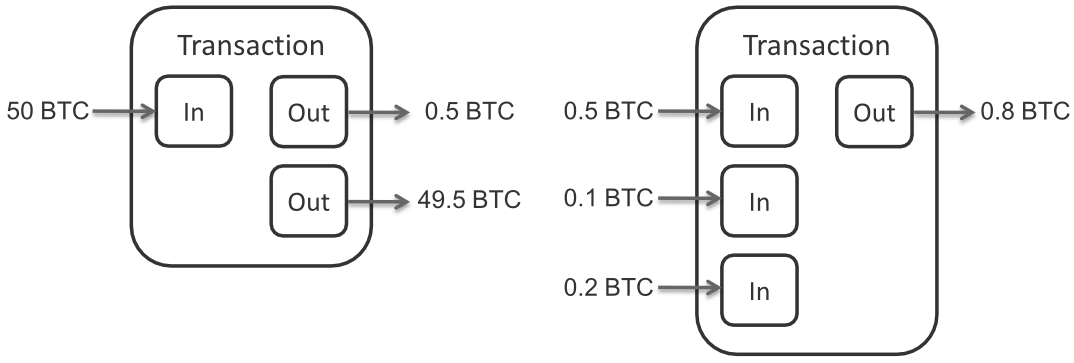
Transaktionen mit mehreren Absender- und Empfängeradressen

Die Überweisungen von Bitcoins zwischen den Teilnehmern werden in „Transaktionen“ abgewickelt, die für den Benutzer ähnlich einer Banküberweisung funktionieren. Der Zahlungssender muss lediglich die Bitcoin-Adresse (vergleichbar mit der Kontonummer bzw. IBAN) des Zahlungsempfängers kennen; dessen Bestätigung ist nicht nötig. Die Bitcoin-Adressen können von einem Bitcoin-Client bei Bedarf generiert werden. Der Zahlungsempfänger muss deshalb nicht mit dem Netzwerk verbunden sein. Der Sender muss sich nur kurz verbinden, um die Transaktion abzusetzen.
Eine Rückabwicklung von Transaktionen ist, nachdem sie einmal in die Blockchain aufgenommen wurden, ausgeschlossen. Auch das Einziehen von Guthaben von einem Konto, wie beim Lastschriftverfahren, ist mit der Bitcoin-Blockchain nicht möglich.
Allerdings kann der Zahlungssender eine von ihm ausgelöste Transaktion bis zu ebendiesem Zeitpunkt ändern. Problematisch daran ist, dass zwischen dem initialen Auslösen der Transaktion und ihrer Manifestierung in der Blockchain so viel Zeit vergehen kann, dass Bitcoins nicht mehr als Sofort-Zahlungsmittel einsetzbar sind. Zumindest müsste der Zahlungsempfänger ggf. das Risiko eines Totalausfalls der Zahlung eingehen, wenn er seinerseits z. B. Waren ausliefert, bevor die Transaktion nachweisbar abgeschlossen ist.

#### Transaktionskosten
Beim Überweisen von Bitcoins fallen Gebühren an. Die Gebühren werden einerseits erhoben, um den am Mining beteiligten Teilnehmern eine Belohnung für das Abwickeln der Transaktion zukommen zu lassen. Andererseits sollen die Gebühren verhindern, dass das Netzwerk mit Transaktionen absichtlich überlastet wird. Die Höhe der fälligen Gebühren hängt von der Größe der Transaktion (in Bytes) ab, sie ist nicht abhängig von dem Wert der überwiesenen Bitcoins.
Der überweisende Teilnehmer kann die Transaktionsgebühren, die er zu zahlen bereit ist, selbst festsetzen. Je höher dieser Wert ist, umso schneller wird die Transaktion bestätigt. Die Miner wählen sich, wenn sie neue Blöcke bilden, in der Regel diejenigen Transaktionen aus dem „Mempool“ genannten Reservoir an unbestätigten Transaktionen aus, die die höchste Transaktionsgebühr aufweisen. Eine Auswahl ist nötig, da die Anzahl der in einen Block passenden Transaktionen durch eine Obergrenze beschränkt ist. Die benötigten Transaktionskosten sind hierdurch zeitlich nicht konstant, sondern hängen von der Größe des Mempools und somit von der aktuellen Auslastung durch von anderen Teilnehmern eingestellten Transaktionen ab.

#### Ablauf einer Transaktion im Detail
Genau genommen existieren im Bitcoin-System keine Konten, die ein Guthaben aufweisen können. Das „Guthaben“, das der Bitcoin-Client oder andere Wallet-Programme ausweisen, sind eingegangene Gutschriften auf die Bitcoin-Adressen aus dem Bitcoin-Wallet des Benutzers, die noch nicht weiterüberwiesen wurden (sogenannte unspent transaction outputs, UTXOs).
Jede Transaktion enthält mindestens eine Eingabe (bestehend aus einem Transaktionshash und einem Index), mindestens eine Ausgabe (Empfängeradresse, sowie dem entsprechenden Betrag) und noch weitere Felder für die Signatur und Verwaltung. Guthaben kann von mehreren Adressen zusammengeführt und unter mehreren Adressen aufgeteilt werden. Der Betrag der angegebenen Eingaben wird vollständig den Zieladressen in der angegebenen Höhe gutgeschrieben. Verbleibt „Wechselgeld“, muss der Sender eine eigene Adresse in die Outputs aufnehmen. Es ist auch möglich, eine Überweisung von mehreren Teilnehmern signieren zu lassen (z. B. bei einem Treuhanddienst).
Abschließend wird die gesamte Transaktion mit dem privaten Schlüssel des Senders signiert, was sie authentisiert und vor Veränderungen schützt. Danach wird die Transaktion ins Peer-to-Peer-Netzwerk übertragen und mit einem Flooding-Algorithmus verbreitet. Der Absender schickt seine Transaktion an alle mit ihm verbundenen Bitcoin-Nodes im Netzwerk. Diese verifizieren die Signatur und prüfen, ob die Transaktion gültig ist. Anschließend leiten sie die Transaktion an die mit ihnen verbundenen Bitcoin-Nodes weiter. Das wiederholt sich, bis die Transaktion allen Bitcoin-Nodes im Netzwerk bekannt ist. Sobald die Transaktion bei einem von einem Miner betriebenen Node angekommen ist, kann dieser sie in von ihm erzeugte Blöcke aufnehmen.

#### Beispiel
Teilnehmer A hat zuvor einen Betrag an Teilnehmer B überwiesen, den dieser nun weiter an Teilnehmer C überweisen möchte. Dazu erstellt Teilnehmer B eine Transaktion, die als Eingabe die Gutschrift von Teilnehmer A erhält und als Ausgabe die Adresse des Teilnehmers C hat.
Um nachzuweisen, dass er der Besitzer der Bitcoins ist, die A ihm überwiesen hat, schreibt B seinen vollständigen öffentlichen Schlüssel und die Eingabetransaktion in die neue Transaktion. Aus dem öffentlichen Schlüssel kann seine Bitcoin-Adresse berechnet und so nachgewiesen werden, dass der Betrag zuvor von A an ihn überwiesen wurde.
Als Zahlungsempfänger gibt Teilnehmer B die Bitcoin-Adresse von Teilnehmer C an sowie den Betrag, den er C überweisen möchte.
Zum Schluss signiert Teilnehmer B die Transaktion mit seinem privaten Schlüssel und überträgt sie an das Netzwerk.

### Mining
Die folgende Grafik veranschaulicht die Grundstruktur eines Blocks und deren technischen Zusammenhang miteinander.

Datenstruktur eines Blocks

Durch das Mining werden neue Blöcke erzeugt und anschließend zur Blockchain hinzugefügt.

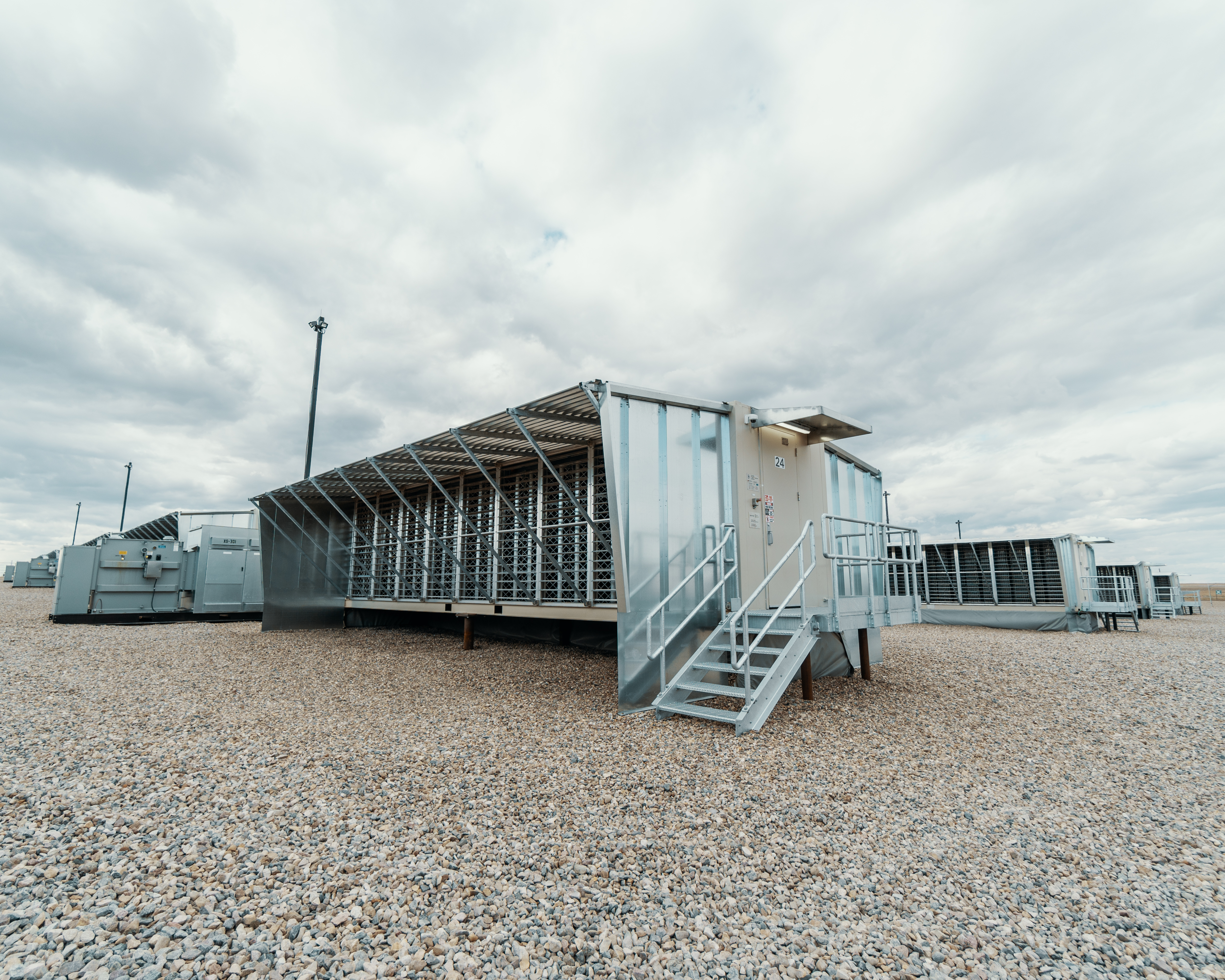
Eine Bitcoin-Mining Rechnerfarm

Durch neue Blöcke werden neue Bitcoins ausgegeben und gleichzeitig ein Teil der neuen oder noch offenen Transaktionen bestätigt. Bis November 2012 wurden 50, bis Juli 2016 25, bis Mai 2020 12,5, bis April 2024 6,25 und seitdem 3,125 Bitcoins mit jedem neuen Block ausgezahlt. Auf diese Weise findet eine dezentrale Geldschöpfung statt. Der Vorgang ist sehr rechenintensiv, und im Gegenzug erhält der Teilnehmer, der einen gültigen Block erzeugt, als Belohnung die neu geschaffenen Bitcoins und die Gebühren aus den enthaltenen Transaktionen. Nachdem ein neuer gültiger Block gefunden wurde, wird er, wie unbestätigte Transaktionen, per Flooding-Algorithmus an alle Bitcoin-Nodes im Netzwerk als neue, längere gültige Blockchain verbreitet. Das Mining im Bitcoin-System löst auf diese Weise auch das Problem der byzantinischen Generäle: Da es keine zentrale Instanz gibt, welche die Teilnehmer beglaubigt, vertrauen sich die Bitcoin-Nodes prinzipbedingt gegenseitig nicht. Das Problem besteht für jeden Bitcoin-Node darin, herauszufinden, welche Blöcke bzw. welche Blockchain nun die „richtige“ ist, d. h. der die Mehrheit vertraut. Gültige Blöcke werden nur durch das rechenintensive Mining erschaffen. So vertraut jeder Bitcoin-Node der längsten gültigen Blockchain, da hinter dieser die meiste Rechenleistung steht und deswegen auch die Mehrheit der Teilnehmer vermutet wird.

#### Proof of Work
Praktisch die gesamte Rechenleistung des Bitcoin-Netzwerks entfällt beim Mining auf das Lösen kryptographischer Aufgaben, den Proof of Work. Deren Zweck ist es, sicherzustellen, dass das Erzeugen gültiger Blöcke mit einem gewissen Aufwand verbunden ist, sodass eine nachträgliche Modifikation der Blockkette, wie bspw. beim Szenario eines 51-%-Angriffs, praktisch ausgeschlossen werden kann. Aufgrund der Schwierigkeit schließen sich Miner zu „Mining-Pools“ zusammen, um trotz dieser hohen Anforderungen an Stromverbrauch, Bereitstellung kostspieliger Hardware und/oder unter eigener Kontrolle stehender Hardware Auszahlungen zu erhalten. Der größte Anteil der Mining-Pools ist in China ansässig, wo auch die meisten Miner – oder etwa 75 % der Rechenleistung – der Kryptowährung angesiedelt sind.
Der Proof of Work besteht bei Bitcoin darin, einen Hashwert zu finden, der unterhalb eines bestimmten Schwellwerts liegt. Der Schwellwert ist umgekehrt proportional zur Mining-Schwierigkeit. Durch den Schwellwert kann der Aufwand zum Lösen des Proof of Work geregelt werden, denn je niedriger dieser Wert ist, umso unwahrscheinlicher ist es, einen passenden Hash zu finden. Der Hash wird durch zweimaliges Anwenden der kryptologischen Hashfunktion SHA-256 auf den Anfangsbereich eines Blocks (Blockheader) berechnet.
Der Ablauf funktioniert folgendermaßen:
1. Block initialisieren, Root-Hash des Blocks aus Transaktionen berechnen
2. Hashwert berechnen: h = SHA256(SHA256(block header))
3. Wenn h >= Schwellwert, Blockheader verändern und zurück zu Schritt 2
4. Sonst (h < Schwellwert): Gültiger Block gefunden, Berechnung stoppen und Block veröffentlichen.

Um sicherzustellen, dass ein Hashwert unterhalb der vorgegebenen Schwelle gefunden werden kann, gibt es im Blockheader verschiedene Felder, deren Wert verändert werden kann. Speziell für diesen Zweck existiert das Feld Nonce.

#### Schwierigkeitsgrad
Die Schwierigkeit der Aufgabe, die sogenannte „difficulty“, wird im Netzwerk dynamisch so geregelt, dass im Mittel alle zehn Minuten ein neuer Block erzeugt wird. Daher wird, mit steigender Rechenleistung des Netzwerks, auch das Lösen der Aufgabe immer aufwendiger. Die Wahrscheinlichkeit eines Teilnehmers, die richtige Lösung zu finden, ist proportional zu der eingesetzten Rechenleistung. Alle 2016 Blöcke berechnen alle Bitcoin-Nodes unabhängig voneinander den Schwierigkeitsgrad des Minings neu und passen sie so an die aktuelle Rechenleistung des gesamten Systems an, sodass weiterhin etwa alle zehn Minuten eine neue Lösung gefunden wird. 2016 Blöcke entsprechen bei konstanter Hashleistung etwa 2 Wochen. Lösungen, die dem aktuellen Schwierigkeitsgrad nicht entsprechen, werden von anderen Bitcoin-Nodes nicht akzeptiert.

#### Spezialisierte Hardware

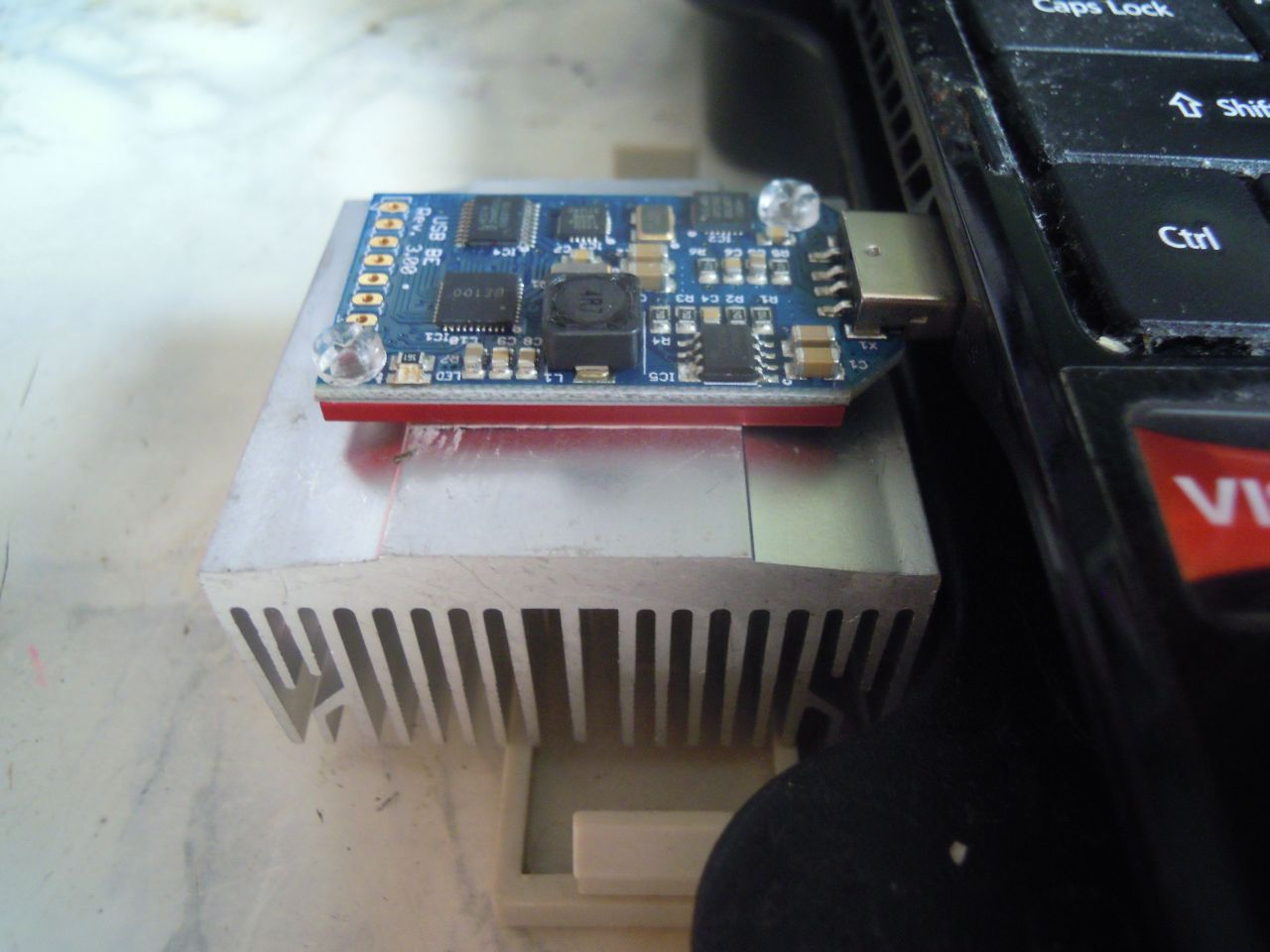
ASICMiner ASIC-basiertes USB-Bitcoin-Mining-Gerät

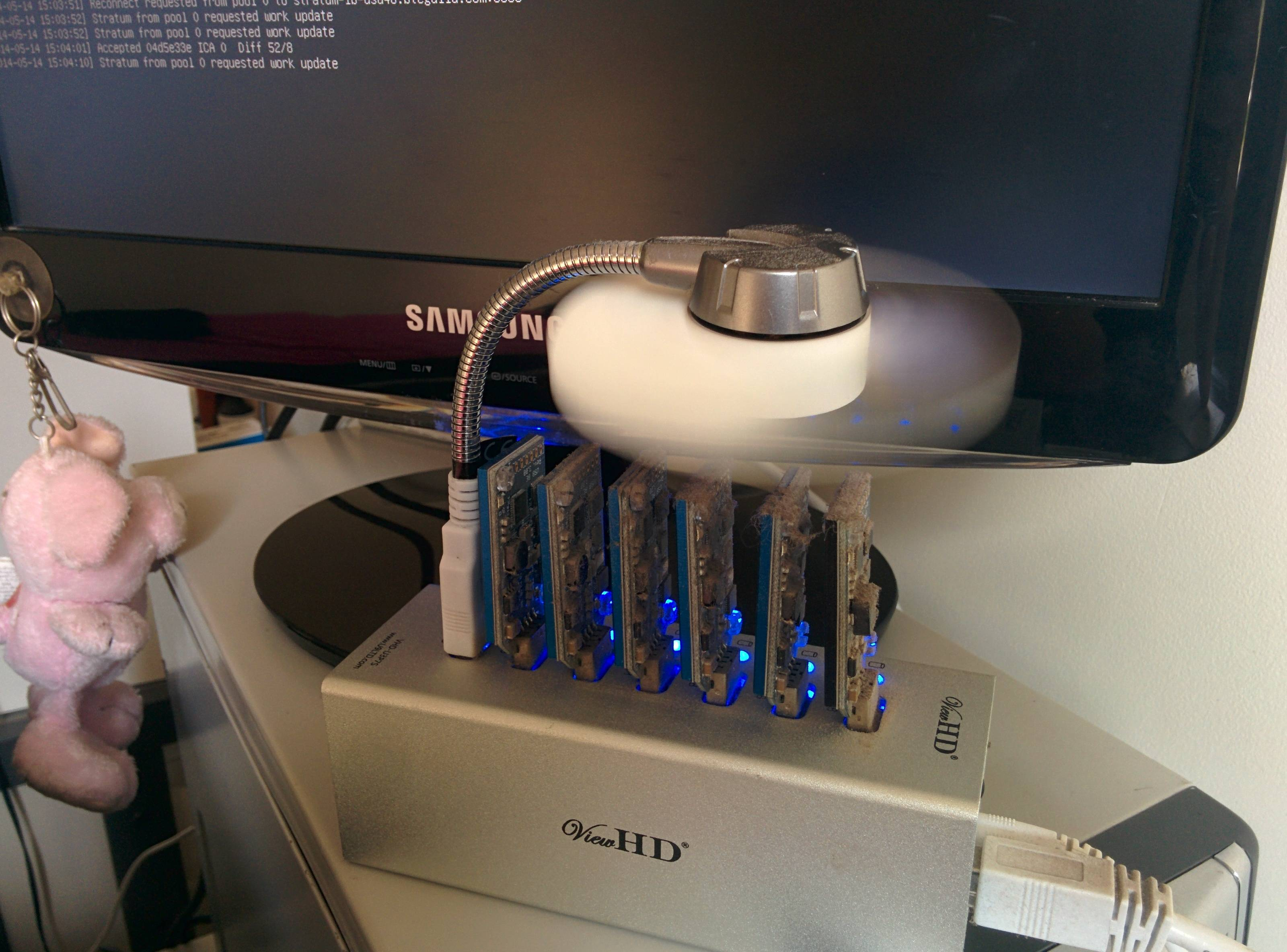
ASIC-Bitcoin-Mining-Hardware, die Mitte bis Ende 2013 verbreitet war

#### Allgemeiner Überblick und Technologie-Updates
Das Mining mit dem Prozessor eines handelsüblichen Computers war nur kurzzeitig während der Anfangsjahre rentabel und wurde schnell von anderer Hardware abgelöst. Mining lohnte sich zunächst nur noch auf Grafikprozessoren und später auf spezialisierter (dedizierter) Hardware wie FPGAs. Da mit der Zeit pro Einheit an Rechenleistung auf Grafikprozessoren immer weniger Bitcoins erzeugt wurden und der Stromkostenanteil stieg, wurden etwa seit Ende 2011 verstärkt FPGAs genutzt. Diese verbinden hohe Hardwarekosten und niedrigen Stromverbrauch mit einer sehr hohen Rechenkapazität in Bezug auf eine spezielle Rechenanforderung, für die sie hergestellt wurden. Mittlerweile haben Hardwarebausteine wie ASICs (engl.:Application Specific Integrated Circuits) auch die FPGAs fast vollständig abgelöst, da ihre Leistung noch deutlich höher liegt.
Aktuelle ASIC-Technologien nutzen Fertigungsprozesse von 7 nm und 5 nm, was zu erheblichen Leistungs- und Effizienzsteigerungen führt. Beispielsweise bietet der Antminer S19 Pro von Bitmain eine Hashrate von 110 TH/s bei einem Energieverbrauch von 3250 W, was eine Effizienz von ca. 29,5 J/TH ergibt.

#### Leistungs- und Effizienzsteigerungen
Ende Januar 2013 erschienen erste lauffähige, kommerziell erhältliche ASIC-Systeme zum Mining von Bitcoins. Mit diesen war es möglich, Bitcoins rund 50-mal schneller zu schürfen (engl.: to mine) als bisher mit GPU-basierten Systemen. Dabei ist der Stromverbrauch, der einen erheblichen Teil der Kosten ausmacht, jedoch deutlich geringer. Die Folge war, dass die Schwierigkeit des Minings so weit anstieg, dass GPU-basiertes Mining (wie bereits zuvor CPU-basierte Systeme) innerhalb weniger Monate weitgehend unwirtschaftlich wurde.
So liefern die im Bild gezeigten ASICMiner Block Erupter USB in 130-nm-Chip-Technik, die Mitte bis Ende 2013 verbreitet waren, ca. 333 Megahash pro Sekunde (Mhash/s) und arbeiten mit einer Effizienz von 130 Megahash pro Joule (Mhash/J). Mining-Hardware in 28-nm-Technik, die ab Mitte 2014 verfügbar wurde, liefert die zehnfache Effizienz von ca. 1,3 Gigahash pro Joule (Ghash/J) oder mehr.
Moderne ASIC-Miner bieten hohe Hashraten und Effizienzen von weniger als 30 J/TH.

#### Marktentwicklung
Ultra-effiziente ASIC-Mining-Hardware in 28-nm-Technik mit 6 Ghash/J (0,19 J/Ghash) wurde bereits für 2015 angekündigt. Marktführer wie Bitmain, MicroBT und Canaan dominieren den Markt mit Modellen, die hohe Hashraten und Effizienzen erreichen. Diese Fortschritte haben die Rentabilität und die Skalierbarkeit des Bitcoin-Minings erheblich verbessert.

#### Mining-Infrastruktur
Im Jahr 2024 bieten etablierte Miner Modelle wie den Antminer S19 XP mit einer Hashrate von bis zu 140 TH/s. Mining-Farmen sind oft in Regionen mit günstiger Stromversorgung und effizienter Kühlung zu finden, was die Betriebskosten weiter senkt.

#### Mining-Pools
Ein Mining-Pool ist die Zusammenlegung der Rechenleistung von Mining-Hardware in einem Netzwerk, um die Blockbelohnung gleichmäßig zu verteilen. Die Hashrate entspricht dabei der Wahrscheinlichkeit einen Block zu finden und so zum Pool beizutragen. Ein „Anteil“ der Blockbelohnung wird den Mitgliedern des Mining-Pools zuerkannt, die einen gültigen partiellen Proof-of-Work vorlegen. Das Mining in Pools wurde eingeführt, als die Schwierigkeit des Minings so groß wurde, dass es für langsamere Miner Jahrhunderte dauern würde, einen Block zu erzeugen. Die Lösung für dieses Problem bestand darin, Ressourcen zusammenzulegen, um schneller Blöcke zu erzeugen und einen kleinen Teil der Blockbelohnung auf einer konstanten Basis zu erhalten und nicht zufällig einmal alle paar Jahre.
Ein Trend geht zu zentralisiertem Cloud-Mining als riskante Kapitalanlage. Die Anbieter dieses Cloud-Minings betreiben ihre Rechenzentren beispielsweise in Island, da der Strom dort sehr günstig und die Möglichkeiten einer effizienten Kühlung der Tausenden von ASIC-Mining-Rechnern sehr gut sind. Das könnte das dezentrale Bitcoin-Mining-Modell bedrohen und einen 51%-Angriff wahrscheinlicher machen.

### Forks
Eine Protokolländerung wird als sogenannter Fork eingeführt. Dabei wird zwischen zwei Arten unterschieden: Protokolländerungen, die weitere Regeln einführen, werden als Softfork bezeichnet, eine Lockerung der Regeln als Hardfork. Der Unterschied macht sich beim Betrieb der Node-Software bemerkbar: Eine ältere Version dieser Software ist mit Softfork-Blöcken kompatibel, kann die neuen Regeln aber nicht prüfen. Hardfork-Blöcke hingegen erfordern ein Softwareupdate, danach kann der neue Regelsatz aber vollständig geprüft werden. Seit dem ersten Block wurden bei Bitcoin 16 Softforks und 3 Hardforks durchgeführt.
Als Forks (oder Chain Splits) werden ebenfalls Ereignisse bezeichnet, bei denen sich eine Blockchain aufteilt und beide Bestandsbücher unabhängig voneinander fortgeführt werden. Dies geschieht in der Regel, wenn eine Protokolländerung nicht allgemein unterstützt, aber dennoch fortgeführt wird. Durch die Aufteilung der Blockchain in zwei separate Historien ist ein Bitcoin nach einem Chain Split auch in beiden Bezahlsystemen nutzbar. So bekam jeder Besitzer eines Bitcoins zum Zeitpunkt des Bitcoin Cash Forks einen Bitcoin Cash. Beim Tätigen einer Transaktion ist nach einem Chain Split allerdings zu prüfen, ob ein Schutz gegen Replay-Angriffe besteht.
Bekannte Chain Splits von Bitcoin sind:
- Bitcoin Cash: Gespalten bei Block 478558.[160]
- Bitcoin Gold: Gespalten bei Block 491407.[161]
- Bitcoin SV: Gespalten bei Block 556766 von Bitcoin Cash.[162]

### Bitcoin-Technik in anderen Projekten
Da Bitcoins Referenzimplementation (Bitcoin Core) unter der MIT-Lizenz steht, darf der Quellcode auch für andere Programme verwendet werden. Im Falle von Namecoin wurde so ein verteiltes Domain Name System (DNS) (.bit) geschaffen. Es ist zudem ohne großen Aufwand möglich, eine Bitcoin-Kopie mit ggf. leicht geänderten Parametern und separater Blockchain zu erstellen. Die bekanntesten eigenständigen Währungen, die auf der Codebasis von Bitcoin Core aufbauen, aber eine separate Blockchain und teilweise zusätzliche Funktionalitäten haben, sind Litecoin, Zcash und Dogecoin.
Bitcoin ist elementarer Bestandteil der Trusted-time stamping Implementation Originstamp.

## Erwerb und Verwaltung von Bitcoins

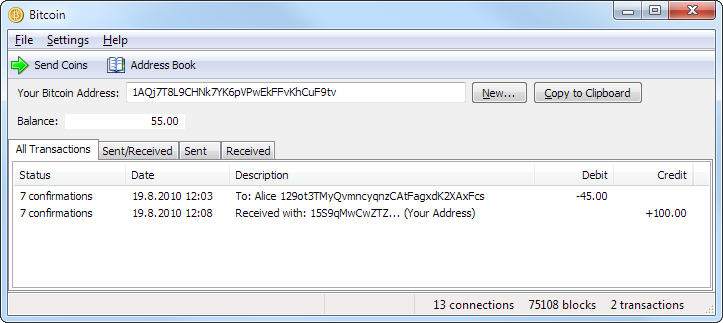
Benutzeroberfläche der Referenzimplementierung Bitcoin Core (2010)

Zum Empfangen und Überweisen von Bitcoins kann eine lokale Bitcoin-Software oder eine Onlineplattform benutzt werden.

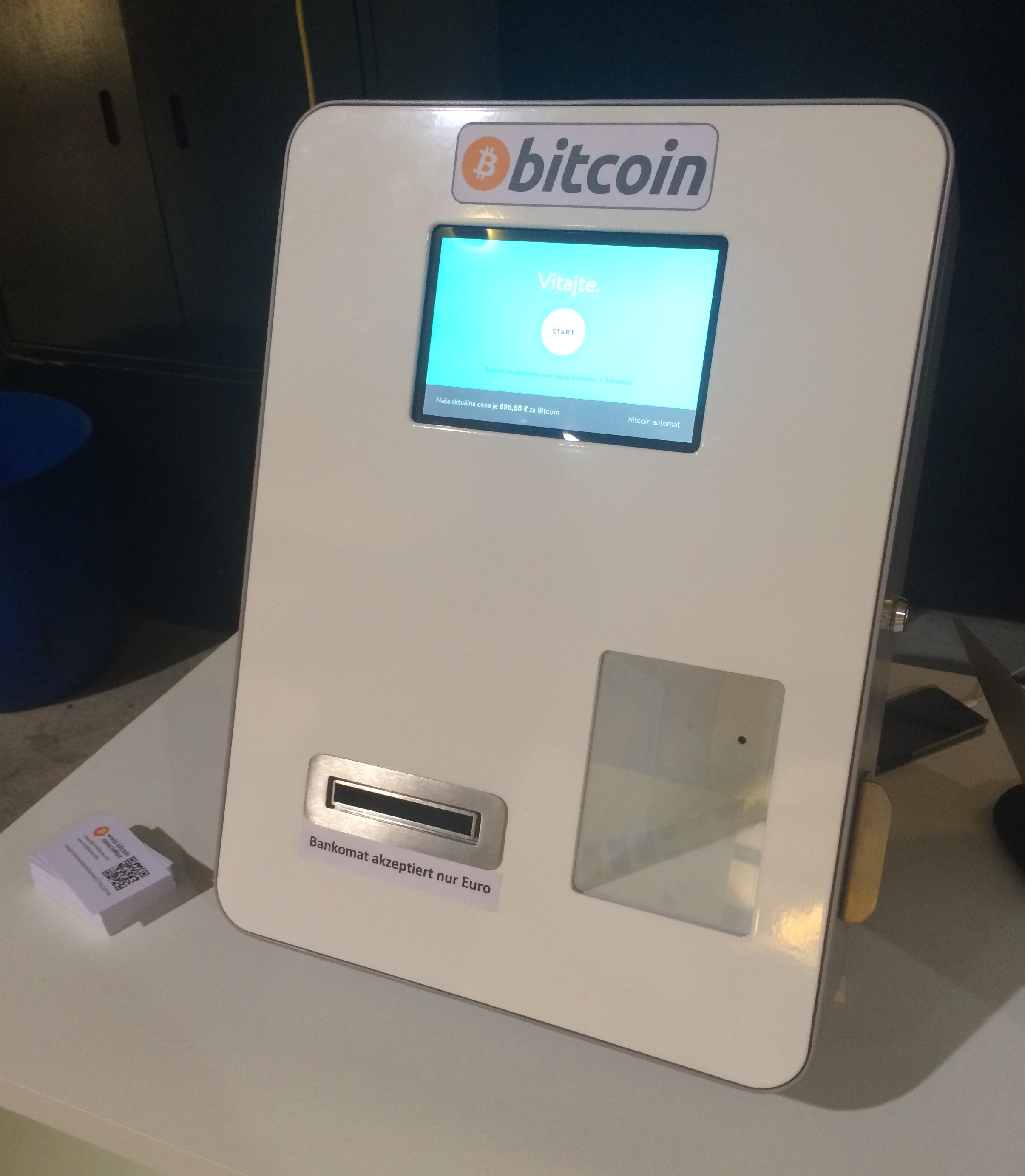
Bitcoin-„Geldautomat“. Mit Bargeld können Bitcoins gezogen werden, die unmittelbar auf ein Wallet (via QR-Code) „überwiesen“ werden.

Bitcoins können entweder bei Onlinebörsen oder Einzelpersonen gegen andere Währungen, elektronisches Geld oder auch Paysafecards getauscht werden. Dabei fallen in der Regel Gebühren an, die je nach Anbieter variieren. Bei Onlinebörsen ist der Betreiber der Börse der Handelspartner, dem der Kunde auch sein Geld anvertraut. Die Handelsgebühren liegen typischerweise bei rund 0,2–1 % des getauschten Betrags.
Die Tauschbörsen sind bisher nicht reguliert, unterliegen jedoch meist Auflagen zur Erschwerung von Geldwäsche, z. B. in Form von Auszahlungslimits oder Know-your-customer-Prinzipien. Zum Handeln größerer Beträge ist in der Regel ein Identitätsnachweis erforderlich.
Ein- bzw. Auszahlungen erfolgen mit Bitcoins direkt durch die Überweisung auf das bzw. von dem Kunden-Wallet beim Anbieter. Bei anderen Währungen können Einzahlungen häufig als SEPA-Überweisungen vorgenommen werden. Guthaben beim Börsenbetreiber kann auf das eigene Bankkonto wieder ausgezahlt werden, dabei können jedoch zusätzliche Gebühren anfallen. Es existieren jedoch auch dezentralisierte Börsen (DEX), bei denen vollständig anonym Bitcoins und andere Kryptowährungen gehandelt werden können. Ein Beispiel hierfür ist bisq.network, eine open-source-Software, die Bitcoins P2P über das Tor-Netzwerk handelt.
Die Sicherung der Einlagen ist nicht vorgeschrieben und wird so dem jeweiligen Anbieter überlassen. Die Professionalität und auch Seriosität der Anbieter variiert dabei stark. Da große Beträge und die leichte Beweglichkeit von Bitcoins einen starken Anreiz für Angreifer liefern, Plattformen mit hohen Guthaben zu hacken, kam es in der Vergangenheit zu folgenschweren Einbrüchen, bei denen Kunden mitunter ihre gesamten Einlagen verloren. Aufgrund vielfach aufgetretener Probleme im Bereich Informationssicherheit werben einige Börsen mit verbesserter Sicherheit und bieten teilweise Zertifizierungen ihrer Websites, Zwei-Faktor-Authentifizierungsverfahren, Haftung für verlorene Einlagen bis hin zu einer regulären Einlagensicherung für Fiat-Geldbeträge.
Außerdem gibt es Dienste, die als Wechselstuben einen direkten Umtausch von gängigen Währungen, e-Currencies, und Paysafecards in Bitcoins anbieten. Die Kurse sind vorgegeben, enthaltene Gebühren sind höher als bei den Exchanges und betragen etwa 1,5 bis 5 %. Diese Services erfordern typischerweise keine Registrierung, so dass man die Bitcoins schnell erwerben und auf sein Wallet überweisen lassen kann.
Es existieren virtuelle „Handelsplätze“, bei denen Interessenten Kauf- und Verkaufsangebote anmelden können. Die Transaktion findet dabei (ähnlich wie oft bei Internetauktionsplattformen) zwischen zwei Privatpersonen statt. Einige Anbieter sichern Transaktionen einseitig durch die Hinterlegung der zu verkaufenden Bitcoins ab und geben diese erst frei, wenn der Verkäufer den Zahlungseingang bestätigt. Bei dieser Form des Handels besteht sowohl für den Käufer als auch den Verkäufer ein gewisses Risiko, dass der Handelspartner oder auch der Treuhänder sich nicht ehrlich verhalten.

### Bitcoin-Wallets

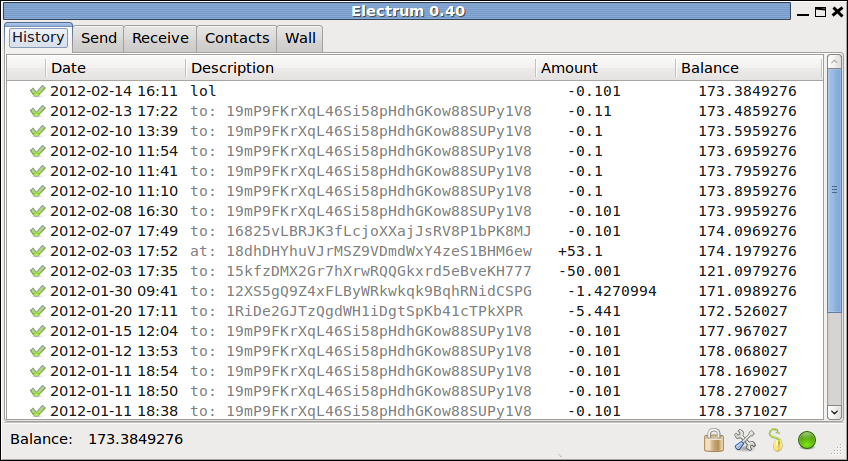
Electrum mit Ansicht der Transaktionsgeschichte und des resultierenden Saldos

Ein Bitcoin-Wallet ist ein Werkzeug, um Bitcoin zu versenden, zu empfangen und sicher zu verwalten. Sie können z. B. unterschieden werden in Software-, Paper- und Hardware-Wallets, Hot und Cold-Wallets oder Custodial und Non-Custodial-Wallets.
Die Wallets unterscheiden sich bezüglich der Anzahl an Funktionen, bezüglich der Handhabung der Blockchain und der Höhe des Sicherheitsniveaus – Paperwallets gelten als am unsichersten und nicht empfehlenswert.

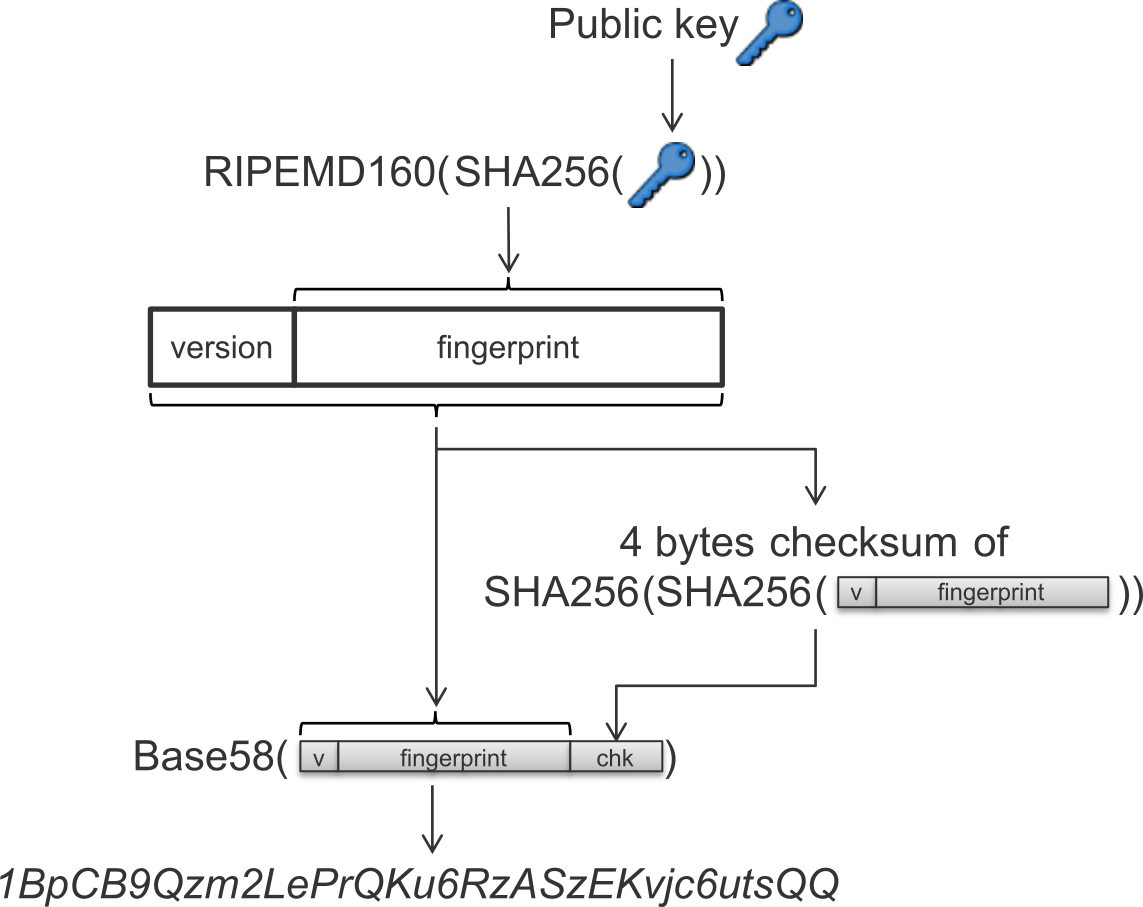
Berechnung einer Bitcoin-Adresse aus dem öffentlichen Schlüssel

Wallet (englisch für „Portemonnaie“ oder „Brieftasche“) steht sinnbildlich für eine Art virtuellen Geldbeutel, der jedoch keine Bitcoins enthält, sondern die Informationen/Daten, mit denen der Nutzer Bitcoins senden oder empfangen kann.
Ein Wallet ist ein digitaler Schlüsselbund, mit dem ein Benutzer nachweist, dass ihm eine gewisse Menge Bitcoins gehören, und der es ihm erlaubt, diese zu senden. Die Adressen zum Empfang von Zahlungen werden aus den Schlüsseln erzeugt. Es können beliebig viele Schlüssel – und damit auch Adressen – generiert werden.

QR-Code für die Bitcoin-Beispieladresse bc1qj5swkkkk50ymyeqx2em906jfft86ptd4xs8wwf (P2WPKH/Bech32) mit einem Transaktionswert von einem Bitcoin

Für Smartphones existieren mehrere Bitcoin-Wallets mit Zusatzfunktionen, die für den mobilen Betrieb nützlich sind. Die Apps laden typischerweise nach der Installation eine reduzierte Fassung der Blockchain herunter. Eine Bitcoin-Adresse des Wallets auf dem Smartphone kann als QR-Code angezeigt werden. Dieser enthält einen speziellen Uniform Resource Identifier mit der benötigten Bitcoin-Adresse sowie dem Betrag. Zum Ausführen von Zahlungen können QR-Codes mit der Kamera des Telefons gescannt werden. Es ist auch möglich, Zahlungen später zu versenden, wenn gerade keine Internetverbindung besteht. Zusätzlich bestehen Optionen zur Sicherung der Wallet.

#### Vergleich einiger Bitcoin-Wallets
| Name           | Entwickler                  | Programmiersprache | Betriebssysteme                | Lizenz     | Bemerkungen |
| -------------- | --------------------------- | ------------------ | ------------------------------ | ---------- | --- |
| Bitcoin Core   | Satoshi Nakamoto und andere | C++                | Windows, Linux, macOS          | MIT-Lizenz | Referenz-Implementierung, auch bekannt als Bitcoin-Qt, verwaltet die vollständige Blockchain, daher anfangs lange Ladezeit (ca. 260 GB über P2P; Stand Februar 2020).                |
| Electrum       | Thomas Voegtlin             | Python             | Windows, Linux, macOS, Android | MIT-Lizenz | Kein Laden der Blockchain nötig, da Zugriff über entsprechende Server. Nutzung von Guthaben auf mehreren Geräten, Wallets werden aus einem Seed generiert (als Brainwallet nutzbar). |
| Wasabi Wallet  | zkSNACKs                    | .NET               | Windows, Linux, macOS          | MIT-Lizenz | Privacy-Wallet mit CoinJoin-Implementierung und den Schwerpunkten Coin-Mixing, Coin-Control über das Tor-Netzwerk und Fungibilität der Bitcoins.                                     |
| Bitcoin Wallet | Andreas Schildbach          | Java               | Android, Blackberry OS         | GPLv3      | Nur als Android- und Blackberry-App verfügbar. Schwerpunkt auf einfacher Bedienung und hoher Sicherheit, ist unabhängig von Servern und Web Services.                                |

#### Webbasierte und hybride Wallets
Daneben existiert eine Vielzahl von Webdiensten, die eine Online-Wallet anbieten. In diesem Fall werden die Zugangsdaten nicht auf der Hardware des Benutzers, sondern beim Online-Wallet-Anbieter gespeichert, die Sicherheit des Guthabens hängt hier völlig von der serverseitigen Sicherheit und der (schwer verifizierbaren) Vertrauenswürdigkeit des Anbieters ab. Ein bösartiger Anbieter oder eine Verletzung der Serversicherheit kann dazu führen, dass anvertraute Bitcoins gestohlen werden. Ein Beispiel für einen solchen Sicherheitsverstoß ist der Fall von Mt.Gox aus dem Jahr 2011. Dies führte zu dem Meme „Not your keys, not your bitcoin“.
Eine Alternative zum Beispiel für mobile Plattformen, für die kein regulärer Bitcoin-Client angeboten wird, sind hybride Wallets. Bei diesen wird der auszuführende Code vom Server des Anbieters geladen, die geheimen Schlüssel werden jedoch clientseitig verschlüsselt und übertragen.

#### Kommerzielle Kryptoverwahrer
Seit dem 1. Januar 2020 ist das kommerzielle Verwahren von Kryptowerten für Dritte in Deutschland eine Finanzdienstleistung. Somit werden Verwahrer von der Bundesanstalt für Finanzdienstleistungsaufsicht (BaFin) beaufsichtigt. Da die Regulierung für alle Unternehmen gilt, die aktiv am deutschen Markt teilnehmen, wird von einer starken Zunahme der Erlaubnisanträge ausgegangen.

## Verbreitung

Anzahl der Transaktionen pro Monat

### Zahlungsverkehr
Wie bei Währungen konnten nach Einschätzungen von 2014 auch Bitcoins dazu verwendet werden, Güter oder Dienstleistungen zu bezahlen. Anfang März 2015 waren im OpenStreetMap-Datenbestand 6.284 Orte wie beispielsweise Geschäfte oder Hotels eingetragen, die Bitcoin als Zahlungsmittel akzeptierten. Alleine für den deutschen Markt waren 2016 mehr als 100 Akzeptanzstellen der verschiedensten Branchen verzeichnet.
Zu den größten Onlinediensten, die Bitcoin als Bezahlmittel akzeptierten, gehörten 2015 der Social News Aggregator Reddit, Microsoft Account, Overstock.com, Dell, Expedia und Threema. Der Bloghoster WordPress.com akzeptierte Bitcoins als Zahlungsoption bis Ende Februar 2015. Einige Pizzabestelldienste akzeptierten 2013 Bitcoins, indem sie Aufträge an große Lieferdienste weitergaben, ebenso Essenslieferdienste für Restaurants. Auch 2017 konnte man mit Bitcoins noch Pizza bestellen, jedoch lag der Preis nach einer Recherche in der Washington Post von Anfang Dezember 2017 für eine Pizza bei 8,70 US-Dollar für Kunden, die mit US-Währung bezahlten, während Bitcoin-Zahler mit 0,0036 Bitcoin zu dem Zeitpunkt den Gegenwert von 34,12 US-Dollar bezahlen mussten. Im März 2019 hat der größte Onlinehändler der Schweiz Digitec Galaxus damit begonnen, Bitcoin und einige andere Kryptowährungen in den beiden Onlineshops digitec.ch und galaxus.ch zu akzeptieren.
Weiterhin wurde die Bezahlung in Bitcoins 2013 bei manchen Spieleentwicklern, kommunalen Dienstleistungen, Hotels oder diversen Reiseveranstaltern angeboten. Vereinzelt wurden Bitcoins im ersten Quartal 2013 für den Kauf von Autos und Häusern oder auch für Mietzahlungen genutzt. Das Museum für angewandte Kunst (MAK) in Wien war 2015 das erste Museum, das Bitcoins zum Kauf eines Kunstwerkes für die Museumssammlung nutzte.
Spenden von Bitcoins werden von NGOs und beispielsweise von WikiLeaks akzeptiert. Daneben wird die Währung zum Zweck des Micropayment von Organisationen angenommen, die sich für verschiedene gemeinnützige Zwecke einsetzen, sowie als Anerkennung für kreative Inhalte im Web verschenkt. Bitcoins dienen auch als Einsatz für Glücksspiele.
Aufgrund der Pseudonymität dienen Bitcoins auch der Geldwäsche, den Lösegelderpressungen bei Verschlüsselungstrojanern sowie als Zahlmittel für Waffen, Pornografie, illegale Drogen und Betrugsgüter bis hin zu Auftragsmorden über Darknet-Märkte.
Am 8. Juni 2021 beschloss die Legislativversammlung von El Salvador ein Gesetz, mit dem das Land als erstes der Welt mit Wirkung ab 7. September 2021 Bitcoin als weiteres offizielles Zahlungsmittel neben dem US-Dollar anerkennt. Am 29. Januar 2025 wurde eine Gesetzesänderung zur Abschaffung verabschiedet.
Im August 2021 hat Worldline in Zusammenarbeit mit Bitcoin Suisse Zahlungen mit Bitcoin auf ihren POS-Terminals freigeschaltet.

### Handel
Am 10. Dezember 2017 startete der Handel mit Bitcoin-Terminkontrakten (Futures) an der US-Terminbörse CBOE, eine Woche später an der CME. Es können einerseits Kursschwankungen des Bitcoins abgesichert werden, zum anderen auch an Kurssteigerungen oder -verlusten des Bitcoins partizipiert werden, ohne Eigentümer von Bitcoins zu sein. Der CBOE-Future umfasst einen Bitcoin, der CME-Kontrakt hat ein Volumen von fünf Bitcoins. An der CBOE wird der Preis an der Kryptobörse Gemini zugrunde gelegt, die CME bildet einen Referenzkurs aus den Notierungen an den vier Börsen Bitstamp, GDAX, IiBit und Kraken.

### Nutzer
Im September 2011 schätzte ein Teilnehmer der Bitcoin-Community die Anzahl verschiedener innerhalb eines Tages aktiver Bitcoin Nodes auf 60.000. Die Schätzung basierte auf der Auswertung bestimmter Nachrichten im Peer-to-Peer-Netzwerk. Bis Oktober 2012 sank die mit dieser Methode ermittelte Zahl auf knapp 20.000. Die Forscher Dorit Ron und Adi Shamir analysierten im Mai 2012 den Transaktionsgraphen und ermittelten eine Zahl von 2,4 Millionen unabhängig verwendeten Adressen. Diese Zahl stellt eine Obergrenze der Nutzer dar, die bis zu dem Zeitpunkt eine Bitcoin-Transaktion durchgeführt haben. Die aktivsten Einzelnutzer waren der Mining Pool Deepbit und die Handelsplattform Mt.Gox, verantwortlich für elf Prozent und sieben Prozent aller Bitcoin-Transaktionen. Die Referenzsoftware Bitcoin Core (auch bekannt als Bitcoin-Qt) erzielte Ende 2012 rund 70.000 Downloads monatlich und im März 2013 rund 270.000 Downloads. Die Zahl der Nutzer des Onlinedienstes My Wallet wurde im Dezember 2012 mit 80.000 angegeben.
Die Reddit-Gruppe /r/bitcoin erreichte im September 2012 10.000 Nutzer, im März 2013 20.000 Nutzer und im Februar 2014 bereits 107.000 Nutzer. Eine Umfrage des Blogs netzpolitik.org im Januar 2013 ergab, dass 5,5 % der Leser Spenden per Bitcoin zahlen würden, während die Alternativen Flattr und PayPal 33,0 und 27,7 % erreichten.
Eine Studie der Universität Münster ergab 2015, dass typische Bitcoin-Nutzer zwischen 25 und 44 Jahre alt sind und einen technischen Beruf ausüben. Bitcoins werden überwiegend genutzt, um zu bezahlen oder zu spekulieren. Wichtigste Motivation der Nutzer ist die Freude daran, mit einem innovativen System zu experimentieren. Illegale Anwendungen spielen nach dieser Studie nur eine geringe Rolle, wobei zu berücksichtigen ist, dass sie bei nur etwa 100 befragten Personen, von denen 60 % aus Deutschland stammen, nicht repräsentativ für die internationale Bitcoin-Szene ist.
Die Anzahl der aktiven Wallet Adressen ist vor allem bis 2018 exponentiell gestiegen. Hier erreichte die Zahl knapp 1,3 Millionen in der Spitze. Leicht höhere Werte wurden bislang nur im April 2021 erreicht mit 1,37 Millionen.

## Rechtliche oder steuerliche Behandlung
Das Kapitel beginnt mit der Beschreibung der Situation in Deutschland. In den ersten beiden Absätzen unterscheidet es zwischen den ertragsteuerlichen und den umsatzsteuerlichen Anforderungen von Nutzung und Veräußerung der Bitcoin oder der anderen Kryptowährungen. In den anschließenden Abschnitten folgen an erster Stelle die beiden deutschsprachigen Nachbarn: Österreich und Schweiz. Es folgen, mit zunehmender geografischer Entfernung, die Europäische Union, die Vereinigten Staaten und Japan.

### Deutschland

#### Einkommensteuer ab 2022
In der Bundesrepublik Deutschland unterliegt Bitcoin der Regelbesteuerung, insbesondere durch das Einkommensteuergesetz (EStG). Bis 2022 bestanden hierzu keine verbindlichen steuerlichen Regeln. Die führte zur Bildung von Gerichtsrecht mit uneinheitlicher Rechtsprechung, Gewohnheitsrecht sowie spektulativer Lehre. Der Steuerpflichtige fand Bitcoin sowie die anderen virtuelle Token nicht in den Formularen zur Einkommensteuer und auch nicht in den Anleitungen zur Erklärung der Einkommensteuer (ESt). Dies verursachte Aufwand und Fehlerrisiken aus der notwendigen Eigenarbeit insbesondere hinsichtlich:

— Steuerbarkeit oder Steuerpflicht als solche,
— Wirtschaftsgutqualität sowie Bilanzierung,
— die steuerliche Zuordnung von Einkünften aus Veräußerung, Blockerstellung mit Masternodes, Lending, Staking, Airdrops oder sonst,
— steuerliche Haltefristen für die Veräußerung sowie
— Bewertung zu Anschaffungs- oder Veräußerungszeitpunkten.
Erst das BMF-Schreiben vom 10. Mai 2022 klärte die ertragsteuerliche Behandlung. Für Privatleute von Bedeutung sind insbesondere ab dem Jahr 2023 die erweiterten Steuerformulare zur Einkommensteuer besonderes in der Anlage SO mit expliziten Fragen in den Formularbereichen Leistungen nach § 22 Nummer 3 EStG sowie privaten Veräußerungsgeschäften (§ 23 I S 1 Nr 2 EStG).
Die Aspekte der betrieblichen Besteuerung sind im BMF-Schreiben zugeordnet definiert. Dies besonders zur einkommensteuerlichen Einkunftsart, der Behandlung im Betriebsvermögen, der Wertbeimessung (lifo, fifo oder weitere) oder den sonstigen Zurechnungen.

#### Umsatzsteuer
Der EuGH erklärte am 22. Oktober 2015 in der Rechtssache Hedqvist, dass beim Kauf und Verkauf von Einheiten der virtuellen Währung Bitcoin keine Mehrwertsteuer anfällt. Den Inhalt des Urteils bestätigte das deutsche Bundesfinanzministerium gegenüber den obersten Länderfinanzbehörden am 27. Februar 2018. Damit bestand für das BMF auch kein Grund mehr, die umsatzsteuerlichen Aspekte in seinem zeitnäheren Schreiben von Mai 2022 erneut aufzugreifen. Die vorstehende Rechtslage ist also Stand Ende 2024 noch aktuell.

#### Historie
Bitcoin galt nicht als gesetzliches Zahlungsmittel und nicht als E-Geld, Devisen oder Sorten. Nach Feststellung der Bundesanstalt für Finanzdienstleistungsaufsicht (BaFin) ist Bitcoin eine Rechnungseinheit (englisch unit of account), die in „multilateralen Verrechnungskreisen“ eingesetzt werden kann und somit Finanzinstrument im Sinne des Kreditwesengesetzes (KWG). Diese Feststellung wurde im August 2013 durch eine Anfrage des Abgeordneten Frank Schäffler an das Bundesfinanzministerium bestätigt: Bitcoin sei eine Art „privates Geld“. Der 4. Strafsenat des Kammergerichts Berlin widerspricht dieser Sichtweise von Bitcoin mit dem Urteil vom 25. September 2018. Der Kammer zufolge könne Bitcoin keine Rechnungseinheit sein, da es an Wertbeständigkeit und allgemeiner gesellschaftlicher Anerkennung zur Verwendung fehle. Nachfolgend ordnete die BaFin Bitcoin als mit Devisen vergleichbare Werteinheiten ein. Weiterhin seien Gewinne aus dem Bitcoin-Verkauf ein privates Veräußerungsgeschäft und unterlägen der Einkommensteuer gemäß § 23 Einkommensteuergesetz (EStG). Verluste, die aus einem privaten Verkauf nach Ablauf der Spekulationsfrist resultierten, können nicht mehr gegen Gewinne verrechnet werden.

### Österreich
In Österreich stellte Niko Alm am 23. Mai 2014 eine Parlamentarische Anfrage an Finanzminister Michael Spindelegger in Bezug zur steuerlichen und rechtlichen Handhabung von Bitcoin. Die Antwort besagte, dass der Handel mit Bitcoins „steuerbar und steuerpflichtig“ sein kann. Es müsse keine „Spekulationssteuer“ bezahlt werden, wenn man Bitcoins länger als ein Jahr besitzt.

### Schweiz
Seit Sommer 2017 ist es in der Schweiz möglich, Aktiengesellschaften und Gesellschaften mit beschränkter Haftung mit den wichtigsten Kryptowährungen zu gründen – allen voran Bitcoin. Die Kapitalgesellschaftsgründung ist seither insbesondere mit Bitcoin und Ether in der Praxis anerkannt. Kryptowährungen können in Anwendung der Vorschriften der Sacheinlage gemäß Art. 628 ff. OR zur Leistung des Aktienkapitals oder der Stammanteile verwendet werden. Das funktioniert grundsätzlich mit sämtlichen Kryptowährungen, die nach Art. 958 ff. OR als Aktiven bilanzierbar sind.

### Europäische Union
Während es grundsätzlich den einzelnen Mitgliedstaaten der Europäischen Union frei steht, für Bitcoin eigene Regeln zu erlassen, besteht mit der Richtlinie 2018/843/EU (Update der 4. Geldwäsche-Richtlinie, oft auch 5. Geldwäsche-Richtlinie bezeichnet) erstmals eine einheitliche und EU-weite Rechtsgrundlage für die Einstufung von Bitcoin.
Artikel 3 Ziffer 18 der 5. Geldwäsche-Richtlinie definiert den Begriff der virtuellen Währung. Nach dieser Bestimmung handelt es sich dabei um: „eine digitale Darstellung eines Werts, die von keiner Zentralbank oder öffentlichen Stelle emittiert wurde oder garantiert wird und nicht zwangsläufig an eine gesetzlich festgelegte Währung angebunden ist und die nicht den gesetzlichen Status einer Währung oder von Geld besitzt, aber von natürlichen oder juristischen Personen als Tauschmittel akzeptiert wird und die auf elektronischem Wege übertragen, gespeichert und gehandelt werden kann“.
Diese Definition stellt nicht auf eine bestimmte Technologie ab. Die Verfasser dieser unionsrechtlichen Legaldefinition hatten dennoch in erster Linie die Blockchain-Technologie vor Augen und als archetypische Ausprägung Bitcoin. Die Legaldefinition ist somit quasi von Bitcoin ausgehend verfasst worden. Bitcoin ist somit jedenfalls eine virtuelle Währung im Sinne der oben zitierten Definition.
Aus der zitierten Legaldefinition ist ersichtlich, dass virtuelle Währungen vom europäischen Gesetzgeber als Tauschmittel bezeichnet werden. Gesetzgeberischer Gegensatz zum Tauschmittel ist das Zahlungsmittel. Es ist kein Zufall, dass die Legaldefinition von Tauschmittel spricht und nicht von Zahlungsmittel. Ein früherer Definitionsvorschlag der Europäischen Kommission verwendete noch ausdrücklich den Begriff Zahlungsmittel. Zahlung ist dabei die Erfüllung einer Geldschuld und Zahlungsmittel alles was dazu verwendet werden kann. Im Ergebnis lässt sich die Tauschmitteleigenschaft am besten negativ umschreiben: Tauschmittel ist alles, was zur Erfüllung einer Schuld akzeptiert wird und nicht Zahlungsmittel ist. Bitcoin ist somit ein Tauschmittel.

### Vereinigte Staaten
Der US-amerikanische Internal Revenue Service gab 2014 eine Stellungnahme heraus, nach der Bitcoin als Eigentum (Property) zu besteuern ist. Sofern keine Ausnahmeregelungen für Kleinbeträge geschaffen werden, hat diese Einstufung den Nachteil, dass auch bei Kleingeschäften wie z. B. dem Erwerb einer Tasse Kaffee für alle Nutzer umfangreiche Buchführungspflichten bestehen, um anfallende Kapitaleinkünfte zu ermitteln. Von 2013 bis 2015 gaben zwischen 800 und 900 Kunden Gewinne aus Bitcoingeschäften bei der US-amerikanischen IRS an, während auf der Handelsplattform Coinbase in jener Zeit etwa 14.000 Personen Bitcoingeschäfte für mehr als 20.000 US-Dollar tätigten. Daher erzwang die Steuerbehörde im November 2017 gerichtlich von Coinbase die Herausgabe der Identitäts- und Kontodaten aller Kunden, die in jener Zeit Geschäfte ab 20.000 US-Dollar tätigten.

### Japan
In Japan unterliegen Bitcoin-Gewinne als „sonstige Einkünfte“ einem Steuersatz bis zu 55 %.

## Chancen, Risiken und Kontroversen
Bitcoin als eine kommende neue Anlageklasse neben Rohstoffen, Wertpapieren oder sonst befreit selbstverwahrende Anleger vom Kontrahentenrisiko aus der Geschäftsverbindung mit Banken oder anderen Finanzintermediären (Beispiel Bankenpaniken). Zugleich konfrontiert Bitcoin die Investoren mit einer Reihe neuer Risiken ohne Präzedenzfälle, deren Erkennung, Bewertung und Management aber erst neu erlernt werden muss.

### Zentrale Konzepte und Angriffsszenarien (QS ist fertig)

#### Zensurresistenz versus 51-%-Angriff
Bitcoin ist die erste Blockchain und zensurresistent konstruiert. Diesem Konzept folgend kann jeder gleichermaßen am Netzwerk teilhaben. Also kann niemand ausgeschlossen werden, zum Beispiel als Folge eines negativen Entscheides von Banken, Unternehmen für Kreditkarten oder Ratingagenturen. Die beiden weiteren wesenskritischen Vorzüge der Zensurresistenz sind die Freiheit von Beschlagnahme und, im Kontext des Abschnittes, die Unveränderlichkeit (eng. immutability) aller Transaktionen in den Blöcken der Blockchain von Bitcoin. Gold ist seine sinngleiche Entsprechung in der traditionellen Welt.
Die verschiedenen Anlagenklassen besitzen eine unterschiedlich hohe Qualität oder Grad der Zensurresistenz. An der Spitze liegen Bitcoin (digital) oder Gold (analog). Es folgen Blockchains kleinerer Größe (digital) oder analog das Bargeld. Am unteren Ende liegen Bankkonten oder andere Vermögenswerte im modernen Finanzwesen.
Bitcoin verdankt seine Spitzenstellung der Tatsache, dass es ein sehr großes Netzwerk mit über einer Million Minern ist. Das erfordert für Korrumpierungen der Blockchain einen außerordentlich großen Aufwand an Ressourcen. Exakt, der Angreifer muss also mehr als die Hälfte der gesamten Mining-Rechenleistung selbst aufbieten und so den anderen Teilnehmern im Netz seine Version der Blockchain aufzwingen können (51 Prozent-Attacke).
Das ist im Fall von Bitcoin aller Wahrscheinlichkeit nach unwirtschaftlich oder auch objektiv unmöglich. Es macht also die Korrumpierung der Blockchain sehr unwahrscheinlich. Anders bei kleineren Blockchains, welche die gleiche Proof-of-Work-Hashfunktion verwenden wie eine größere Kryptowährung, zum Beispiel nach einem Hard-Fork. Hier können Miner mit spezialisierter Hardware (ASIC) zum Zweck des Angriffs temporär Rechenleistung von der größeren auf die kleinere Währung umwidmen.

### Finanzielle Risiken
Der Ankauf nennenswerter Beträge in Bitcoins ist bisher eine hochriskante Investition. Der Journalist Timothy B. Lee, der in Bitcoins investierte, nannte 2013 folgende Risiken:
- Irreversible Verluste durch Malware, Datenverlust oder Einbrüche bei Online-Börsen. So wurden etwa ein Drittel aller Handelsplattformen für Krypto-Währungen nach Untersuchungen von 2017 seit 2009 gehackt.
- Starke Einschränkungen durch staatliche Regulation als Maßnahme gegen Geldwäsche
- Eine Überlastung der Kapazität des Systems, die zumindest zeitweise Transaktionen langsam sowie kleine Transaktionen sehr teuer machen könnte
- Eine gegenüber dem steigenden Kurs und den damit verbundenen hohen Erwartungen zu geringe kommerzielle Nutzung
- Gezielte Marktmanipulation durch große Marktteilnehmer.[252] Diese wären in Deutschland möglicherweise nicht strafbar, da Bitcoins gesetzlich nicht als Wertpapiere oder Vermögensanlagen gelten.[253]
- Der Bitcoin wird von Kritikern als potentielles Schneeballsystem[254] oder Ponzi-Schema[255][256] bewertet, da ein Anleger darauf angewiesen ist, stets jemanden zu finden, der bereit ist, einen höheren Wert für die gleiche Menge an Bitcoin zu zahlen.

### Legitimität einer nichtzentralen Geldschöpfung
Falls die Zahlungseinheit sich etabliert und ein Handel mit ihr stattfindet, findet faktisch eine Geldschöpfung statt, die im Fall von Zentralbankgeld traditionell ein Monopol der Notenbanken darstellt, im Fall von Kredit- und Buchgeld jedoch vor allem durch die Geschäftsbanken stattfindet. Eine Vergrößerung der Geldmenge gegenüber Warenwerten (ob durch Bargeld oder Kreditgeld) führt bei gegebener Umlaufgeschwindigkeit tendenziell zu Inflation (siehe: Quantitätstheorie, Neutralität des Geldes). Damit einher geht ein Kaufkraftverlust bestehender Guthaben – und immer ein Transfer von Vermögenswerten zur geldausgebenden Stelle. Bei Bitcoins entfiele diese Einnahmequelle für Zentralbanken. Daher wird beispielsweise vom deutschen Interessenverband „Bundesverband Digitale Wirtschaft“ die Legitimität einer nichtzentralen Geldschöpfung bestritten. Dagegen seien Bonus- und Guthabensysteme wie Vielflieger-Meilen, Linden Dollars, Facebook Credits oder Payback-Card nicht von diesem Legitimitätsproblem betroffen.
Das erwähnte Banknotenmonopol wird heute durch den Status des gesetzlichen Zahlungsmittels sowie in der EU durch das Münzgesetz von 2002 gestützt. Ein Verbot alternativer Währungen enthalten diese Rechtsnormen nicht. Eine neue Währung ist jedoch aufgrund der Netzwerkeffekte der etablierten Währungen extrem schwer einzuführen.
Befürworter und Nutzer von Bitcoin vertraten 2011 die Auffassung, durch die Entkopplung der Geldschöpfung von zentralen Machtstrukturen lasse sich eine Demokratisierung des Geldwesens bewirken. Auch die Ablösung des bestehenden, im Wesentlichen auf Krediten basierenden Systems, bei dem Geld stets mit Schuldzinsen belastet ist, wird teilweise als wünschenswert angesehen.

### Schattenwirtschaft
Der US-amerikanische Ökonom Kenneth S. Rogoff sagte in einem Interview in der Wochenzeitung Die Zeit: „Ich persönlich glaube, dass Bitcoin irgendwann verboten wird. Weil er für kriminelle Aktivitäten und Steuerhinterziehung benutzt werden kann. […] Natürlich kann man sein Geld da anlegen. Aber wenn er einen fundamentalen Wert haben soll, braucht er einen Nutzen. Und das ist im Fall des Bitcoin eben die Schattenökonomie. Dieser Markt ist locker 20 Billionen Dollar schwer.“
Nach einer Studie des Blockchainanalyseunternehmens Chainalysis aus dem Jahr 2022 können lediglich 0,15 % der Transaktionen von Kryptowährungen mit kriminellen Aktivitäten in Verbindung gebracht werden.

### Stromverbrauch und Umweltverschmutzung

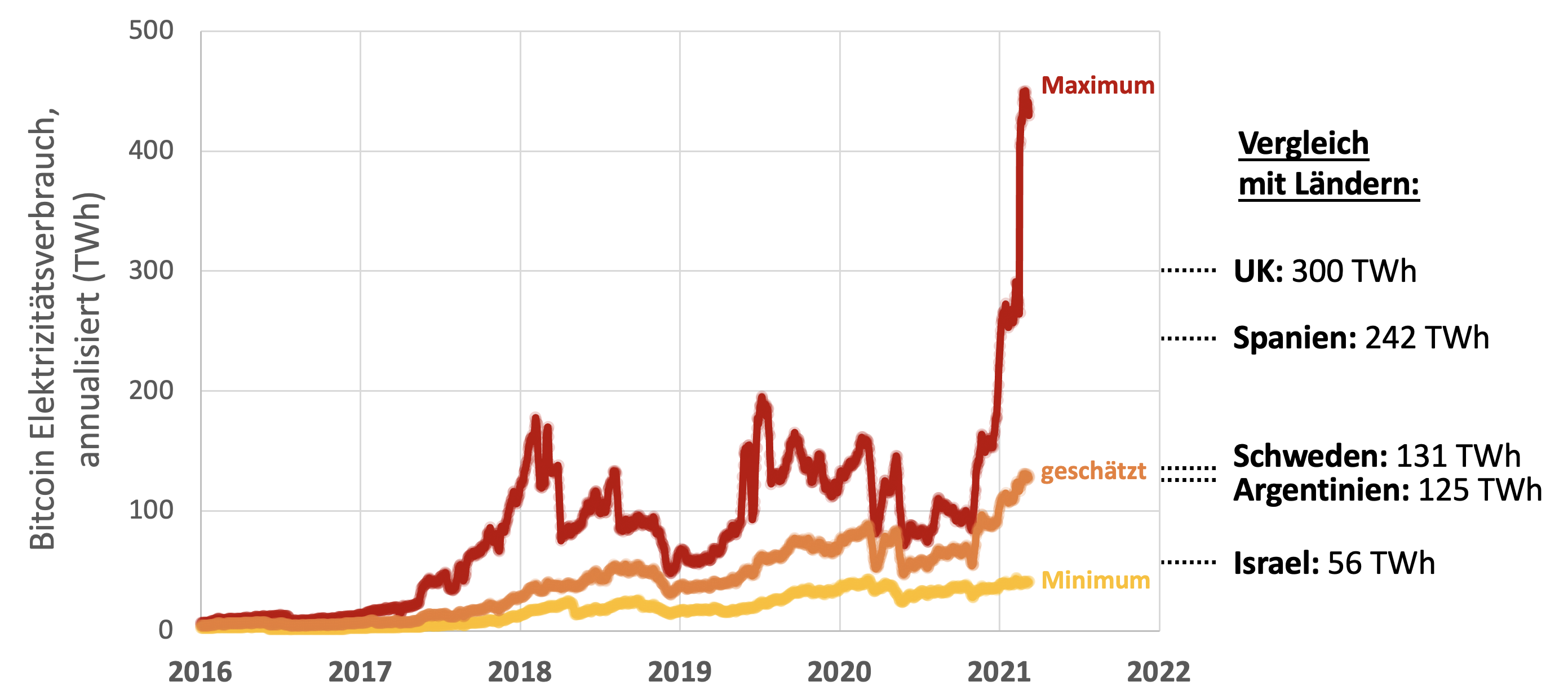
Elektrizitätsverbrauch des Bitcoin Netzwerks (Quelle: https://cbeci.org/). Angegeben sind der höchstmögliche Verbrauch (Maximum), der geringstmögliche Verbrauch (Minimum) und der mittlere geschätzte Verbrauch, sowie zum Vergleich der Elektrizitätsverbrauch verschiedener Länder.

Das Bitcoin-Schürfen verbraucht große Mengen an elektrischer Energie. Der Bitcoin-Stromverbrauchsindex der Universität Cambridge schätzte im Februar 2021 den jährlichen Strombedarf von Bitcoin auf 120 Terawattstunden (TWh). Wegen der möglichen ökologischen Schäden steht Bitcoin in der Kritik.
Durch die selbstregulierende Schwierigkeit des Schürfens (siehe Abschnitt Mining) gibt es keine Obergrenze für den Energieverbrauch. Solange dies profitabel ist, wächst die Anzahl der Schürfer und damit der verbrauchte Strom – abhängig vom Bitcoin-Preis, da Schürfer die Stromkosten mit der Belohnung für das Schürfen neuer Bitcoins mindestens decken müssen, um profitabel zu sein. So ging mit dem deutlichen Preisrückgang von Bitcoin in der zweiten Hälfte des Jahres 2018 auch ein Rückgang des Energieverbrauchs einher. Hierzu ist zu beachten, dass kein direkter Zusammenhang zwischen dem Energieverbrauch und der Anzahl von Transaktionen besteht, da die Belohnung für das Schürfen eines Blockes fest ist und nicht von der Anzahl der Transaktionen abhängt, die im Block enthalten sind.
Verglichen mit anderen Online-Transaktionen benötigen Bitcoin-Transaktionen ein Vielfaches an Energie je Transaktion. Auf eine Transaktion auf der Blockchain bezogen wurden mit Stand März 2022 durchschnittlich 2.200 kWh elektrische Energie verbraucht. Hingegen benötigt eine Überweisung mit einer Kreditkarte durchschnittlich etwa 1,5 Wattstunden (0,0014863 kWh). Nicht berücksichtigt sind Transaktionen in den Layer-2-Lösungen von Bitcoin (z. B. Lightning-Netzwerk und Liquid-Netzwerk), die auch Micropayment (viele kleine Transaktionen) ermöglichen. Der Stromverbrauch von einer Transaktion im Lightning-Netzwerk ist nach verschiedenen Berechnungen niedriger als das herkömmliche Zahlen mit Karte.
Regionen mit niedrigen Energiekosten wie z. B. Sichuan in China, aber auch Island, Quebec, Norwegen und Georgia sind bevorzugte Standorte für Mining-Farmen. Der zum Schürfen verwendete Energiemix ist stark vom Standort und der Jahreszeit abhängig. Einer 2020 von der Cambridge University veröffentlichten Studie zufolge stammen weltweit ca. 39 % des zum Schürfen genutzten Stromes komplett aus erneuerbaren Energiequellen, während ca. 76 % des Stromes aus einem Energiemix stammen, der auch erneuerbare Energien enthält.
Ende 2017 entstanden etwa drei Viertel aller Bitcoins in der Volksrepublik China, insbesondere durch Kohlestrom aus der Inneren Mongolei. Den Kohlendioxidausstoß eines dort geschürften Bitcoins schätzte man 2017 auf 8 bis 13 Tonnen. Für 2018 rechnet Morgan Stanley mit einem Anstieg des Stromverbrauches auf 125 TWh, möglicherweise auch 140 TWh. Dies entspricht etwa 0,6 % des gesamten Weltstromverbrauches. Eine Studie aus dem Jahr 2021 rechnet damit, dass diese Emissionen innerhalb von ca. 3 Jahren die gesamten jährlichen Kohlenstoffemissionen von europäischen Ländern wie Italien übertreffen würden und das dortige Mining den zwölften Platz der größten nationalen Emittenten ausmachen würde.
Aus Umweltschutzgründen beendete Norwegen ab 2019 die Mining-Subventionen.
Eine Studie aus dem Jahr 2025 untersuchte Bitcoin-Mining in den USA. Die Studie fand 34 Miner, die zusammen 32,3 Terawatt Energie verbrauchten, was etwa 33 % mehr ist als die Metropole Los Angeles. 85 % der Energie kam dabei aus fossilen Quellen.

### Softwarefehler und Angriffsszenarien

#### Passwortverlust
Der Wert von Bitcoins in digitalen Geldbörsen, auf die der Besitzer keine Zugriffsmöglichkeit mehr hat, betrug 2021 schätzungsweise 115 Milliarden Euro.

#### Quantencomputer und Post-Quanten-Kryptographie
Quantencomputer könnten künftig das Bitcoin-System gefährden: Der als Public-Key-Verschlüsselungsverfahren verwendete ECDSA-Algorithmus ist anfällig für den Shor-Algorithmus, sodass es möglich wäre, den privaten Schlüssel herauszufinden. Die Auswirkung auf Bitcoin durch einen Quantencomputer mit Shor-Algorithmus wären zunächst nicht katastrophal, sofern die aus Datenschutzgründen ohnehin empfohlene Praxis befolgt wird, Bitcoin-Adressen nicht mehrfach zu benutzen.
Es ist kein Algorithmus für Quantencomputer bekannt, der die zum Bitcoin-Mining verwendete Hashfunktion SHA-256 effizient invertieren könnte. Eine Anwendung des Grover-Algorithmus würde den Prozess des Minings zwar quadratisch beschleunigen, muss hierbei allerdings mit den ASICs-Mining-Geräten konkurrieren können. Daher wird die potenzielle Auswirkung von Quantencomputern auf das Bitcoin-Mining als weniger stark eingestuft verglichen mit derjenigen auf ECDSA.

### Presseartikel
- Mirko Dölle: So richtig falsch – Warum eine vielzitierte Klima-Studie zu Bitcoin falsch liegt. In: heise.de. 2018, abgerufen am 8. Dezember 2018.
- Harald Bögeholz, Fabian A. Scherschel: So funktioniert die Kryptowährung Bitcoin. In: heise.de. 14. Juni 2017, abgerufen am 16. Juni 2017.
- Axel Kannenberg: Neues Kurshoch beim Bitcoin: Bundesbank warnt vor „Spekulationsobjekt“. In: heise.de. 8. Mai 2017, abgerufen am 14. Mai 2017.
- Marcel Rosenbach: Die Geldfrage: Wo und wie kann man Bitcoins kaufen? In: Spiegel Online. Abgerufen am 15. Mai 2017.
- Lutz Auffenberg: Bitcoins als Rechnungseinheiten. In: Neue Zeitschrift für Verwaltungsrecht (NVwZ), 17/2015, S. 1184–1187.
- Institutional Money: BaFin: Kryptowerte-Verwahrung für Dritte wird ab 2020 lizenzpflichtig. In: institutional-money.vom, abgerufen am 31. Dezember 2019.

### Steuer
- Anka Hakert: Richtig versteuern: Kryptogeld-Millionär, was nun? – heise online. In: heise.de. 19. Februar 2018, abgerufen am 7. Januar 2019.
- Anka Hakert: Spekulationsverluste mit Bitcoin & Co richtig von der Steuer absetzen – heise online. In: heise.de. 7. Januar 2019, abgerufen am 7. Januar 2019.

### Wissenschaftliche Arbeiten
- Johannes Arndt: Bitcoin-Eigentum. Mohr Siebeck, Tübingen 2022, ISBN 978-3-16-160984-8.
- Simon Barber et al.: Bitter to Better – How to Make Bitcoin a Better Currency. In: Angelos D. Keromytis (Hrsg.): Financial Cryptography and Data Security, FC 2012. Springer, Berlin/Heidelberg 2012, ISBN 978-3-642-32945-6. S. 399–414 (PDF; 468 kB).
- Dirk Baur, Josua Oll (2021). Bitcoin investments and climate change: A financial and carbon intensity perspective. Finance Research Letters, 102575.
- Helgo Eberwein, Anna Zoe Steiner (Hrsg.): Bitcoins. Jan Sramek Verlag, Wien 2014, ISBN 978-3-7097-0017-4.
- Bela Gipp, Norman Meuschke, André Gernandt: Decentralized Trusted Timestamping using the Crypto Currency Bitcoin. Cornell University Library, 13. Februar 2015. arxiv:1502.04015.
- Dominik König, Benjamin Beck: Bitcoin. Der Versuch einer vertragstypologischen Einordnung von kryptographischem Geld. In: JuristenZeitung 03/2015, S. 130–138.
- Tyler Moore, Nicolas Christin: Beware the Middleman: Empirical Analysis of Bitcoin-Exchange Risk. In: Ahmad-Reza Sadeghi (Hrsg.): Financial Cryptography and Data Security, FC 2013. Springer, Berlin/Heidelberg 2013, ISBN 978-3-642-39883-4, S. 25–33 (PDF; 258 kB).
- Satoshi Nakamoto: Bitcoin: A Peer-to-Peer Electronic Cash System. 2008 (PDF; 184 kB).
- Arvind Narayanan et al.: Bitcoin and Cryptocurrency Technologies: A Comprehensive Introduction. Princeton University Press, 2016, ISBN 978-1-4008-8415-5.
- Fergal Reid, Martin Harrigan: An Analysis of Anonymity in the Bitcoin System. Cornell University Library, 22. Juli 2011. arxiv:1107.4524.
- Dorit Ron, Adi Shamir: Quantitative Analysis of the Full Bitcoin Transaction Graph. In: Ahmad-Reza Sadeghi (Hrsg.): Financial Cryptography and Data Security, FC 2013. Springer, Berlin/Heidelberg 2013, ISBN 978-3-642-39883-4, S. 6–24 (PDF; 1,8 MB).
- Johannes Seitz: Distributed Ledger Technology & Bitcoin – Zur rechtlichen Stellung eines Bitcoin-„Inhabers“. In: Kommunikation & Recht, 2017, Heft 12, S. 763–769.

### Sachbücher
- Aaron Koenig: BITCOIN - Geld ohne Staat. Die digitale Währung aus Sicht der Wiener Schule der Volkswirtschaft. Finanzbuch Verlag, 2015, ISBN 978-3898799119.
- Alex von Frankenberg: Bitcoin - Das ehrliche Geld. Aprycot Media, 2025, ISBN 978-3949098598.

## Dokumentationen
- Aaron Mucke, Eva Mühlenbäumer: Human B – Die Reise in den Bitcoin-Kaninchenbau. 63 min, Deutschland 2021. online abrufbar
- Martin Thür (Gestaltung): Bitcoin-Hype: Gefährliches Spiel?. 47 min, Österreich 2018. online abrufbar
- Christopher Cannucciari: Banking on Bitcoin. Internet Movie Database, abgerufen am 7. April 2022., 90 min, USA 2016.
- Torsten Hoffmann, Michael Watchulonis: Bitcoin: The End of Money as We Know It. Internet Movie Database, abgerufen am 7. April 2022., 60 min, USA 2015.
- Nicholas Mross: The Rise and Rise of Bitcoin. Internet Movie Database, abgerufen am 7. April 2022., 96 min, USA 2014.